# Mongolei
Die Mongolei ([mɔŋɡoˈla͜i]; amtlicher deutscher Name; amtlich in mongolisch Монгол Улс Mongol Uls, ᠮᠤᠩᠭᠤᠯ
ᠤᠯᠤᠰ mongɣol ulus, wörtlich: Mongolischer Staat) ist ein Binnenstaat in Ostasien, zwischen Russland und China. Territorial über viermal so groß wie Deutschland, ist das Land mit rund drei Millionen Einwohnern der am dünnsten besiedelte Staat der Welt. Mehr als 40 Prozent der Landesbevölkerung leben in der Hauptstadt Ulaanbaatar. Der Großteil der Bevölkerung sind Mongolen, von denen die knappe Mehrheit dem mongolischen Buddhismus angehört.
Das Staatsgebiet umfasst den größten Teil des Mongolischen Plateaus. Aufgrund der Bodenbeschaffenheit und des Klimas kann in der Mongolei kaum Ackerbau betrieben werden. Die Landschaft dominieren grasbewachsene Steppen, mit Bergen im Norden und Westen, sowie die Wüste Gobi im Süden. Bedeutendste Wirtschaftszweige sind die nomadische Viehwirtschaft und der Bergbau. Das Land zählt zu den zehn rohstoffreichsten Ländern der Erde.
Ausgrabungen in der Gobi belegen, dass schon vor 500.000 Jahren der Homo erectus auf dem Gebiet der heutigen Mongolei lebte. Bereits vor Beginn der christlichen Zeitrechnung vereinigten sich Reiternomaden, wie die Xiongnu oder Xianbei, zu großen Volksstämmen. 1206 gründete Dschingis Khan das Mongolische Reich, das sich über Asien bis nach Europa erstreckte und das größte territorial zusammenhängende Imperium der Menschheitsgeschichte darstellte. Sein Enkel Kublai Khan eroberte China und begründete die Yuan-Dynastie. Nach dem Zerfall dieses Reiches dominierte zunehmend der Buddhismus den Staat. Während der Qing-Dynastie entstand 1644 auf dem Gebiet des heutigen mongolischen Staates als chinesische Provinz die „Äußere Mongolei“.
Ab 1912 erlangte die Region weitgehende Autonomierechte. 1921 etablierte die Sowjetunion eine Marionettenregierung, welche 1924 die Mongolische Volksrepublik proklamierte. Diese war zeit ihres Bestehens politisch, militärisch und wirtschaftlich völlig von der Sowjetunion abhängig. Erst im Zuge der Revolutionen im Jahr 1989 vollzog das Land den friedlichen Übergang zu einem demokratisch-parlamentarischen Regierungssystem. Am 12. Februar 1992 besiegelte das Parlament mit der Annahme einer neuen Verfassung das Ende des kommunistischen Systems. Seither ist die Mongolei eine stabile Demokratie. Gemäß Demokratieindex 2022 ist die Mongolei die einzige Demokratie der Welt, die vollständig von autoritären Regimen umzingelt ist. Vor allem die Beziehung zu China beschäftigt die mongolische Bevölkerung, da sie sich der Chancenlosigkeit in einem möglichen militärischen Konflikt bewusst ist und unter dieser Drohkulisse zunehmend in eine Abhängigkeit gerät.

## Geographie
Die Mongolei ist ein Staat in Ostasien. Ihr Territorium erstreckt sich zwischen 41° 35′ und 52° 06′ nördlicher Breite sowie 87° 47′ und 119° 57′ östlicher Länge. Unter allen Staaten der Erde nimmt sie hinsichtlich ihrer Fläche den 18. Platz ein. Trotzdem hat die Mongolei nur zwei Nachbarn: Mit Russland im Norden teilt das Land eine 3485 km lange Grenze und mit der Volksrepublik China im Süden eine 4677 km lange Grenze; außerdem beginnt Kasachstan nur 38 km westlich des westlichsten Punktes der Mongolei. Ihre Ost-West-Ausdehnung beträgt 2392 km und ihre Nord-Süd-Ausdehnung 1259 km. Sie ist zu 40 % von Halbwüste, zu 35 % von Baumsteppe und zu 20 % von Grassteppe bedeckt; den Rest machen Wald und Sandwüste aus.
Die größte Stadt der Mongolei ist die Hauptstadt Ulaanbaatar (Ulan Bator) mit ca. 1,3 Millionen Einwohnern, fast der Hälfte der Bevölkerung des ganzen Landes. Durch die Entstehung von Maidar City wird die Zentralisierung der Bevölkerung um Ulaanbaatar nicht behoben werden, da die beiden Städte nur ca. 30 km auseinander liegen werden. Bedeutende Städte sind Erdenet mit 79.649 Einwohnern, Darchan mit 72.386 Einwohnern und Tschoibalsan mit 44.367 Einwohnern; weitere Städte sind in der Liste der Städte in der Mongolei zu finden.

### Oberflächengestalt
Etwa ein Drittel des Staatsgebietes wird von Hochgebirgen eingenommen, vor allem im Norden, Westen und Südosten. Den Süden und Osten dominieren trockene Hochebenen. Die mittlere Landeshöhe liegt bei etwa 1580 Meter über dem Meeresspiegel.
Als Westmongolei wird die Region zwischen Changai-Gebirge und Altai bezeichnet. Hier, an der Grenze zum chinesischen Xinjiang, erreichen zwei Gipfel des Altai fast 4400 Meter, darunter der Chüiten-Gipfel, der mit 4374 m die höchste Erhebung der Mongolei darstellt. Von dort ziehen die 3000 bis 4000 m hohen Gebirgsketten Mongolischer Altai und Gobi-Altai 2000 km nach Ostsüdost, entlang der Grenze zu China, bis zum Mongolischen Plateau; weitere Gebirge in der Westmongolei sind das Tannu-ola-Gebirge und das Sajangebirge. In der Mongolei gibt es hunderte Gletscher, wenngleich alle im internationalen Vergleich sehr klein sind.
Im Landeszentrum liegt das Changai-Gebirge mit zahlreichen Dreitausendern, dessen Nordflanke bereits zum sibirischen Baikalsee entwässert, und östlich davon die Region um die Hauptstadt Ulaanbaatar (1350 m). Östlich davon schließt das Chentii-Gebirge an. Südlich dieses Gebirgszuges ist das Land hügelig, bis es in die Gobi übergeht. Im Osten der Mongolei befindet sich am See Choch Nuur der niedrigste Punkt der Mongolei, auf 532 m.

### Gewässer

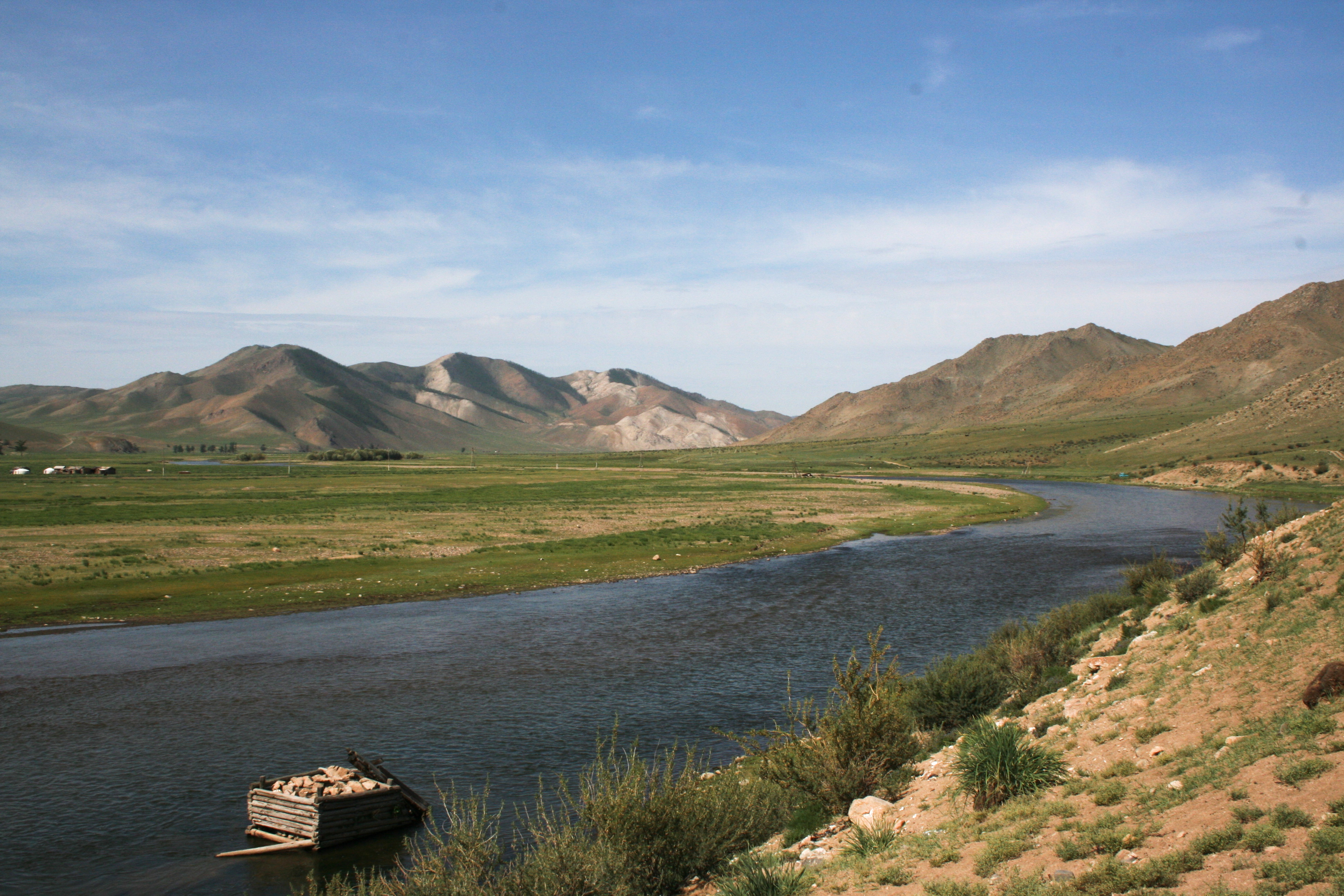
Ider bei Dschargalant (Chöwsgöl-Aimag)

In der Mongolei gibt es etwa 1200 Flüsse mit einer Gesamtlänge von fast 70.000 km. Das Land wird in drei Richtungen entwässert: in Richtung des Pazifischen Ozeans, in Richtung des Arktischen Ozeans und in Richtung der abflusslosen zentralasiatischen Tiefebene. Als Binnenstaat hat die Mongolei selbst keinen Zugang zu Meeren oder Ozeanen.
Den Norden durchziehen die wasserreichen Flüsse Selenga und ihre großen Nebenflüsse Ider, Orchon und Tuul. Diese entspringen im Changai-Gebirge und münden in den Baikalsee. Ebenfalls im Norden und Osten fließen der Onon und der Cherlen, die im Chentii-Gebirge entspringen und über den Amur in Richtung Pazifik entwässern, außerdem Ulds und Chalchyn. Die größten Flüsse des Westens sind der Chowd und der Dsawchan, die beide in Richtung des abflusslosen Zentralasien fließen. Alle Flüsse der Mongolei frieren im Winter zu. Die Eisdecke kann bis zu einem halben Jahr bestehen bleiben und eine Dicke von mehr als einem Meter erreichen. Die zugefrorenen Flüsse werden im Winter häufig von Fahrzeugen als Straße benutzt, wodurch sie mit Öl verschmutzt werden.
Zu den fast 4000 Seen der Mongolei gehören der 3350 km² große Salzwassersee Uws Nuur und der 2760 km² umfassende Chöwsgöl Nuur. Letzterer gehört zu den bedeutendsten Süßwasserseen der Welt. 95 % der anderen Seen haben eine Größe von unter 5 km²; 80 % sind Süßwasserseen. Da sie häufig von Gletschern gespeist werden und fernab jeglicher Industriezentren liegen, sind sie fast nicht verschmutzt und besitzen ein sehr klares Wasser. Sie sind wichtige Raststationen für Zugvögel.
Die Gewässer in der Mongolei sind von erheblicher Desertifikation betroffen, 852 der Flüsse und Bäche und mehr als 1000 der Seen sind ausgetrocknet oder verschwunden (Angaben von 2007).

### Klima

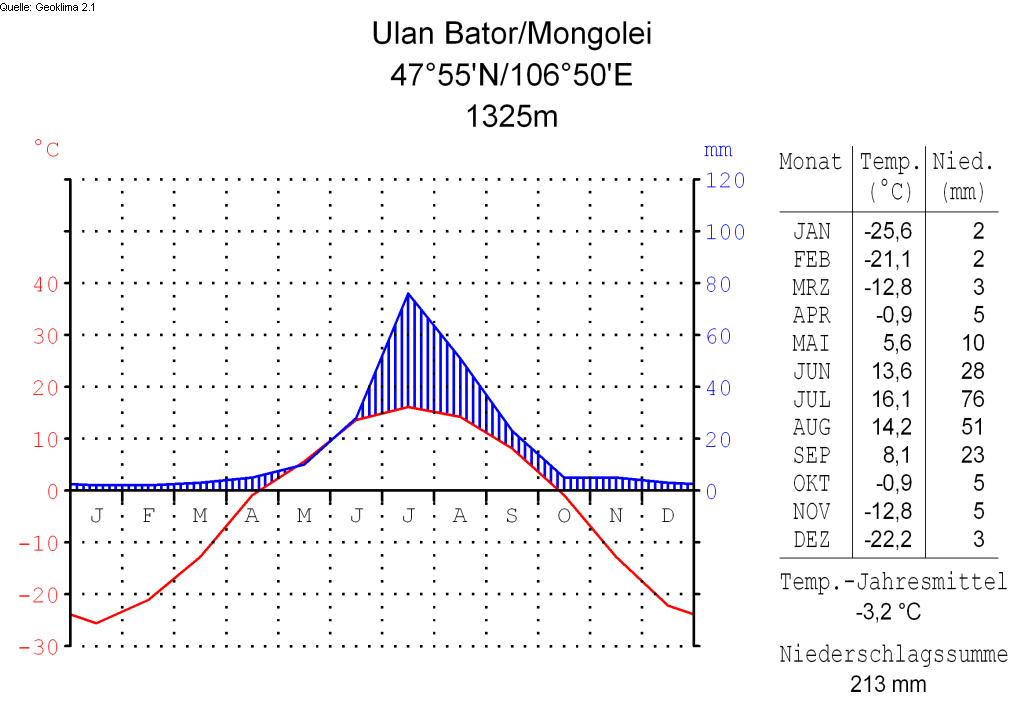
Klimadiagramm von Ulaanbaatar

Die Lage im zentralasiatischen Hochland beschert der Mongolei eines der extremsten Klimate unter den kontinentalen und auch den ariden Klimaten der Welt. Aufgrund des trockenen, ausgeprägten Kontinentalklimas schwanken die Temperaturen im Laufe des Jahres sehr stark: Im Winter liegen die durchschnittlichen Tagestemperaturen bei −25 °C, im Sommer bei +20 °C, womit die Schwankungen zwei- bis dreimal größer sind als in Westeuropa. Der mittlere Jahresniederschlag erreicht 200 bis 220 Millimeter und nimmt von über 400 mm im Norden des Landes auf weniger als 100 mm im Süden der Wüste Gobi ab. Im Jahresgang fallen 80 bis 90 % der Niederschläge von Mai bis September. Auch die Temperaturdifferenzen zwischen Nacht und Tag sind ungewöhnlich hoch und erreichen bis zu 32 °C. Die absolute Temperaturamplitude zwischen Sommer und Winter erreicht bis zu 100 K.
Die Mongolei ist erheblich von der globalen Erwärmung betroffen. Zwischen 1940 und 2001 ist die jährliche mittlere Lufttemperatur um mehr als 1,5 Grad Celsius gestiegen. Die Wintertemperatur ist in diesem Zeitraum sogar um mehr als 3,6 Grad gestiegen. Das uralte Eis der Mongolei schmilzt aufgrund des sich ändernden Klimas und der warmen Sommertemperaturen schnell. Da der Zufluss von den Eisfeldern im Sommer häufiger trocken läuft, wird die Trinkwasserversorgung zunehmend eingeschränkt. Dies wird sowohl das kulturelle Erbe als auch die traditionelle Rentierhaltung in den kommenden Jahren einem extremen Risiko aussetzen. Infolgedessen gefährdet die Klimakrise heimische Rentierzüchter in niedrigen Breiten, die in den bergigen Tundra-Zonen der Nordmongolei leben.

### Vegetation
Während der Nordteil der Mongolei noch Bestandteil der borealen Nadelwaldzone mit ausreichender Niederschlagsversorgung ist, nehmen die Niederschläge in Südrichtung kontinuierlich ab. Die natürlichen Bedingungen wie das Niederschlagsgefälle in Nord-Süd-Richtung und die Luv-Lee-Effekte der das Land durchziehenden Bergzüge führen zu einer ausgeprägten Vegetationszonierung, die Hilbig 1995 entsprechend den Niederschlagsverhältnissen von Nord nach Süd wie folgt unterschied (in Klammern ist ihre Verbreitung in den entsprechenden geographischen Gebieten und Florenregionen nach Grubov 1982 genannt):
- Gebirgstaiga (Chubsugul, Chentei, Nordrand Changai)
- (Gebirgs-)Waldsteppe (Changai, Chubsugul, Chentei, mongolisch-daurische Florenregion, Mongolischer Altai, Hinggan)
- (Trocken-)Steppe (Südteil Changai, Mittel-Chalcha, Ost-Mongolei, Randgebiet des Beckens der Großen Seen)
  - Grassteppe
  - Bergsteppe
  - Wiesensteppe
  - Sandsteppe
- Alpine Vegetation (Chubsugul, Chentei, Changai, Mongolischer Altai)
- Halbwüste (Wüstensteppe) (südliche Hälfte der Mongolei, Becken der Großen Seen, Gobi-Altai, Dsungarische Gobi)
- Wüste (Dsungarische Gobi, Transaltai-Gobi, Alashan-Gobi und Ost-Gobi)

Extrazonale Vegetation (die sich deutlich von der typischen Vegetation der jeweiligen Klimazone unterscheidet):
- Alpine Vegetation (ausgebildet im Chubsugul-Gebiet, im zentralen Changai, im mongolischen Altai, teilweise im Chentei)

### Fauna
Die Fauna der Mongolei hat sich an die Bedingungen der Steppe angepasst. Von den Menschen werden Schafe, Ziegen, Rinder, Kamele und Pferde gehalten. An wilden Säugetieren der Steppe sind Saiga, Springmaus-Arten, Murmeltier, Wolf, Yak, eine Wildkatzen-Art und der Steppeniltis zu nennen. An den Seen kommt eine Kranich-Art vor, als weitere Vogel-Arten der Mongolei sind Bussard-Arten, Steppenadler, die Lerche und eine Steinschmätzer-Art bekannt. Eine Besonderheit ist das Przewalski-Pferd, das bereits ausgestorben war und erfolgreich wieder ausgewildert wurde. Die Wald- und Gebirgsgebiete des Landes werden vom Argali, einer Wildziegen-Art, einer Gazellen-Art, dem Hermelin, dem Schneehasen, Bekassinen-Arten und dem Altaikönigshuhn (Tetraogallus altaicus) bewohnt. Eine Besonderheit ist hier der Schneeleopard, der aufgrund von Jagd und der Einschränkung seines Lebensraumes stark bedroht ist. In der Gobi leben der Asiatische Esel, die Kaschmirziege, zahlreiche Arten von Nagetieren und Eidechsen und Agamen. In der Gobi lebt auch der stark bedrohte Gobibär, eine kleine Form des Braunbären, die sich hauptsächlich vegetarisch ernährt. In den Gewässern der Mongolei kommen Karpfenfische, Schmerlenartige, Hechte, die Quappe, der Flussbarsch, der Lenok, der Taimen und verschiedene Äschenarten vor. Der Baikal-Stör (Acipenser baerii baicalensis Nikolskii) migriert über mehr als 300 km über den Orchon, um in der Selenga und dem Oberlauf des Orchon abzulaichen. Zugvögel, die nur den Sommer in der Mongolei verbringen, sind die Schwanengans, Höckerschwan und Krickente. Es gibt auch Zugvögel, die in der Mongolei überwintern, wie die Schneeammer oder die Schneeeule.

### Paläontologie
Aufgrund des früher warmen und feuchten Klimas der Region, das später trocken und kühl wurde, sind zahlreiche Überreste von Dinosauriern erhalten geblieben. Seit den 1920er Jahren wurden zahlreiche spektakuläre Funde in der Mongolei gemacht. So entdeckte der amerikanische Wissenschaftler Roy Chapman Andrews hier die ersten Dinosauriereier. Außerdem wurden Fossilien von Oviraptor, Protoceratops, Velociraptor, Therizinosaurus, Pachycephalosauria und Tarbosaurus gefunden.

### Naturkatastrophen
Die Mongolei liegt in einem seismisch sehr aktiven Gebiet; Erdbeben sind häufig. Aufgrund der niedrigen Bevölkerungsdichte und weil es relativ wenige Gebäude gibt, die einstürzen könnten, verursachen die Beben allerdings in der Regel nur geringe Schäden. Die heftigsten Erdbeben ereigneten sich 1905 in der Zentral-Mongolei sowie 1931, 1957 und 1967 in der Südwest-Mongolei. Das Beben von 1905 hatte eine Stärke von 8,2 bis 8,7 auf der Richter-Skala, jenes von 1957 eine Stärke von 7,9 bis 8,3 und das Beben von 1967 kam auf 7,5. Die zahlreichen von den Beben hinterlassenen Erdspalten führen allerdings nicht selten dazu, dass Flussläufe, von denen die Nomaden und deren Herden abhängen, austrocknen oder sich verlagern.
Als Dsud bezeichnet man ursprünglich sehr schneereiche Winter, in denen die Tiere nicht mehr in der Lage sind, Futter unter der Schneedecke zu finden, und deshalb verhungern. Inzwischen wird der Begriff aber auch für andere, insbesondere winterliche meteorologische Bedingungen benutzt, unter denen das Grasen des Viehs unmöglich wird. So unterscheidet man neben dem genannten Weißen Dsud, bei dem die Tiere nach starkem Schneefall keine Nahrung mehr unter der Schneedecke finden, den sogenannten Schwarzen Dsud, bei dem die Tiere aufgrund von zu wenig Schnee verdursten (da Brunnen und Gewässer gefrieren, ist Schnee bei kalten Temperaturen die einzige Wasserquelle). Eine weitere Form ist der Eisige oder Eiserne Dsud, bei dem gefrierender Regen das Land mit Eis überzieht und so die Tiere daran hindert, sich von Gras und Kräutern zu ernähren. Eine vierte Form schließlich ist der Sturm-Dsud aufgrund von Sandstürmen. Dsuds sind in der Mongolei relativ häufige Phänomene, denen innerhalb eines Winters Millionen von Tieren zum Opfer fallen können und die dadurch die Bevölkerung um ihre Ernährungsgrundlage bringen.

### Verwaltungsgliederung
Die Mongolei gliedert sich in 21 Aimags (Provinzen) und die Hauptstadt Ulaanbaatar (Ulan Bator), die eine eigenständige Verwaltungseinheit bildet. Letzteres galt bis 1994 auch für die Stadt Erdenet. Aus dieser wurde aber 1994 zusammen mit einigen Sum des Bulgan-Aimags der Orchon-Aimag geschaffen. Ebenso die Stadt Darchan, für welche der Darchan-Uul-Aimag als Enklave aus dem Selenge-Aimag ausgegliedert wurde.
Jeder Aimag ist in eine Anzahl Sum unterteilt (vergleichbar mit Landkreisen/Bezirken), diese wiederum in Bag (vergleichbar mit Gemeinden). Stand 2024 existieren 330 Sum, die sich in 1647 Bag gliedern.

### Städte
Im Jahr 2023 lebten 69 Prozent der Einwohner der Mongolei in Städten. Die Hauptstadt Ulaanbaatar ist dabei sehr stark dominant. Der Anteil der dort wohnenden mongolischen Bevölkerung wächst seit Jahren stetig und liegt (Stand 2023) bei 49,5 %.  Die 5 größten Städte sind (Stand: 2021):
1. Ulaanbaatar: 1.466.431 Einwohner
2. Erdenet: 102.141 Einwohner
3. Darchan: 84.429 Einwohner
4. Tschoibalsan: 47.143 Einwohner
5. Mörön: 42.423 Einwohner

## Bevölkerung

### Demografie
Die Mongolei hatte 2023 3,4 Millionen Einwohner. Das jährliche Bevölkerungswachstum betrug + 1,4 %. Zum Bevölkerungswachstum trug ein Geburtenüberschuss (Geburtenziffer: 20,4 pro 1000 Einwohner vs. Sterbeziffer: 5,5 pro 1000 Einwohner) bei. Die Anzahl der Geburten pro Frau lag 2022 statistisch bei 2,8, die der Region Ostasien und Ozeanien betrug 1,5. Die Lebenserwartung der Einwohner der Mongolei ab der Geburt lag 2022 bei 72,7 Jahren. Der Median des Alters der Bevölkerung lag im Jahr 2021 bei 26,8 Jahren. Im Jahr 2023 waren 32,3 Prozent der Bevölkerung unter 15 Jahre, während der Anteil der über 64-Jährigen 4,8 Prozent der Bevölkerung betrug.
Mit 2,11 Personen pro km² ist die Mongolei der am dünnsten besiedelte unabhängige Staat der Erde. Ohne Ulaanbaatar wären es sogar nur 1,15 Personen pro km² (Stand 2020).

### Bevölkerungsstruktur
Die große Mehrheit der Bevölkerung der Mongolei (ca. 85–95 %) gehört zum Volk der Mongolen. Die Untergruppen dieses Volkes werden im Wesentlichen durch ihren jeweiligen Dialekt unterschieden. Vor allem im Westen des Landes (Bajan-Ölgii-Aimag und Chowd-Aimag) leben Minderheiten aus verschiedenen Turkvölkern, wie Kasachen und Tuwiner (Urianchai). Zugewanderte Russen und Han leben vorwiegend in den Städten oder als Fachkräfte im Bergbau. Der Anteil der Russen ist nach der Demokratisierung allerdings stark zurückgegangen.
| Ethnie     | Anzahl (in Tausend) | Anteil (%) |
| ---------- | ------------------- | ---------- |
| Chalcha    | 2.659,9             | 83,8       |
| Kasachen   | 120,9               | 3,8        |
| Dörwöd     | 83,7                | 2,6        |
| Bajad      | 63,7                | 2,0        |
| Burjaten   | 43,6                | 1,4        |
| Zachtschin | 37,4                | 1,2        |
| Dariganga  | 36,4                | 1,2        |
| Urianchai  | 29,0                | 0,9        |
| Andere     | 96,0                | 3,0        |
| Ausländer  | 3,9                 | 0,1        |
| Summe      | 3.174,5             | 100,0      |

Im Jahre 2017 waren 0,6 % der Bevölkerung im Ausland geboren. Die meisten Ausländer stammen aus China, Russland und Südkorea.

### Sprachen und Schriften

Das Wort „mongol“ (mongɣol) in mongolischer Schrift

Die Chalcha-mongolische Sprache als wichtigster Vertreter der Mongolischen Sprachfamilie ist die Muttersprache von etwa 85 Prozent der ethnischen Mongolen. Der Rest setzt sich größtenteils aus Burjaten im Norden, Durbet im Nordwesten, Dariganga im Südosten und den Westmongolen (Oiraten u. ä.) im Westen zusammen. Die übrigen Minderheiten im Westen sprechen verschiedene türkische Sprachen (vorwiegend Kasachisch, daneben Tuwinisch). Während des Sozialismus wurde den Schülern Russisch unterrichtet. Seit 2005 wird stattdessen Englisch an den Schulen als offizielle erste Fremdsprache gelehrt. Etwa 30.000 Mongolen sprechen Deutsch als Fremdsprache.
Die Alphabetisierungsrate unter Erwachsenen übersteigt nach Angaben der UNO 98 Prozent. Die mongolische Sprache wird in der Mongolei heute in einem geringfügig erweiterten kyrillischen Alphabet geschrieben. Die ursprünglich dem Uigurischen entstammende traditionelle mongolische Schrift wird senkrecht geschrieben. Nach Ende der kommunistischen Vorherrschaft wurde offiziell ihre Wiedereinführung beschlossen, diese hat in der Praxis jedoch schon aus ökonomischen Gründen kaum Chancen, verwirklicht zu werden. In der Inneren Mongolei ist die traditionelle Schrift aber immer noch in Gebrauch.

### Religion
Die Mehrheit der Einwohner sind Buddhisten. Insgesamt gehörten gemäß Zensus 2020 rund 59 Prozent der Bevölkerung einer Religionsgemeinschaft an, wovon sich 87,1 Prozent zum Lamaismus bekannten.
Die ursprüngliche Religion der zentralasiatischen Steppenbewohner war der Schamanismus. Elemente des Schamanismus leben im Buddhismus bis heute fort (→ Synkretismus). Heute spielen schamanistische Traditionen wieder zunehmend eine Rolle. So sind zum Beispiel Obo – Steinhaufen auf Anhöhen oder Wegkreuzungen, bei denen jeder, der ein Gebet spricht, einen Stein hinzufügt – wieder häufiger anzutreffen und selbst von offizieller Seite wurde der Kult der Berggottheiten des Berges Burchan Chaldun gewürdigt.
Der Buddhismus wurde mehrere Male in der Mongolei eingeführt: Im 1. Jahrhundert v. Chr. durch die Xiongnu, im 6. Jahrhundert durch die Jujuan, im 10. Jahrhundert durch die Kitan. Im Weltreich des Dschingis Khan, wo alle Religionen gefördert wurden, war der Buddhismus nur eine unter mehreren Religionen. Im 16. Jahrhundert etablierte sich in der Mongolei die tibetische Form des Buddhismus (Vajrayana). Altan Khan, der Ambitionen hatte, die mongolischen Stämme unter seiner Führung zu vereinigen, unterstützte die Priester der Gelugpa-Schule bei der Verbreitung ihrer Lehre und bei der Erlangung der Vormachtstellung in Tibet. Im Gegenzug ließ er sich zur Reinkarnation Kublai Khans erklären. 1578 verlieh man zum ersten Mal den Titel Dalai Lama an Sonam Gyatso (seine zwei Vorgänger wurden posthum ernannt); von diesem Jahr ab verbreitete sich der Buddhismus, von Hohhot ausgehend, in mehreren Wellen über die ganze Mongolei. 1586 wurde aus den Steinen der ehemaligen Hauptstadt Karakorum auf einem 16 Hektar großen Gelände das buddhistische Kloster Erdene Dsuu errichtet, das über 60 buddhistische Tempel beherbergte.
Der Lamaismus, insbesondere dessen tibetische Linie Gelugpa, wurde langsam zu einer dominierenden Kraft. Die Qing nutzten ab 1740 den Buddhismus dazu, die Mongolen zu kontrollieren, indem sie bestimmten, dass der Jebtsundamba Khutukhtu nur noch in Tibet zu finden sei, um sicherzustellen, dass die Tempel kein Ort der Rebellion werden würden. Gleichzeitig wurde den Klöstern ein Da Lama vorgesetzt, der in der Regel ein Mandschu war und die Aktivitäten des Klosters zu überwachen hatte. Zu Beginn des 20. Jahrhunderts waren etwa 40 % der Männer als Lamas oder Laien in den Klöstern, von denen es mehr als 800 in der ganzen Mongolei gab. Die Klöster besaßen eine große wirtschaftliche Macht und hatten hohe Vermögen angehäuft.
Ab den 1920er Jahren wurden alle Religionen nach sowjetischem Vorbild bekämpft. Viele Klöster und Tempel wurden zerstört, darunter auch 1937 Erdene Dsuu, tausende von Lamas wurden ermordet oder verbannt. Es überdauerten nur einige wenige Klöster die sozialistische Periode. Gleichwohl wurden bestimmte Traditionen, wie z. B. das buddhistische Begräbnis, nicht angetastet. Nach der Demokratisierung 1991 lebte die Ausübung der Religion aber wieder stark auf. 2007 gab es etwa 100 Tempel und Klöster, wenngleich ein gewisser Teil der Bevölkerung der Religion skeptisch gegenübersteht.
Da es keine offiziellen Religionsstatistiken gibt und aufgrund der nicht quantifizierbaren Überschneidungen zwischen Lamaismus und Schamanismus sind keine zuverlässigen Zahlen bekannt. So werden 50 bis 96 Prozent der Bevölkerung als Buddhisten angegeben. Die religionswissenschaftliche Datenbank Association of Religion Data Archives gibt 54,2 Prozent Buddhisten und 18,6 Prozent ethnische Religionen an.
Die meisten der als Minderheiten in der Mongolei lebenden Turkvölker, wie z. B. die vorwiegend im Bajan-Ölgii-Aimag lebenden Kasachen, sind Anhänger des Islam, mit Ausnahme der Tuwiner. Sie machen etwa fünf Prozent der Gesamtbevölkerung aus.
Zu Beginn des 20. Jahrhunderts kam es zu ersten Missionierungsbemühungen seitens europäischer und amerikanischer Priester für das Christentum, die Missionare wurden jedoch bei der Machtübernahme durch die Sowjets deportiert. Das Ende des Sozialismus bedeutete auch die Rückkehr der Missionare, speziell evangelischer Glaubensgemeinschaften. Umfragen zufolge bezeichnen sich ein bis sieben Prozent der Bevölkerung als Christen, wobei das Christentum häufig mit dem hohen westlichen Lebensstandard assoziiert wird. Auch die katholische Kirche in der Mongolei erhält verstärkt Zulauf.

### Bildung
Vor dem Umsturz des Jahres 1921 war Bildung in der Mongolei fast ausschließlich eine Domäne der buddhistischen Klöster. Nur ein geringer Anteil der Bevölkerung hatte Zugang zu Bildung, weshalb nur Mönche und Beamte der Regierung des Schreibens und Lesens kundig waren. Die sozialistische Regierung führte in der Folge ein allgemeines und kostenloses Bildungssystem ein, wofür sie etwa ein Fünftel des Budgets ausgab. In den dreißiger Jahren wurden in allen größeren festen Ansiedlungen des Landes Schulen gebaut, denen in der Regel ein Wohnheim für Kinder von Nomadenfamilien angeschlossen war. In den 1940er Jahren wurde die traditionelle mongolische Schrift abgeschafft und ein neues kyrillisches Alphabet eingeführt, was zur Folge hatte, dass Erwachsene noch einmal lesen und schreiben lernen mussten. Die Erfolge der sozialistischen Bildungspolitik wirken bis heute, die Mongolei hat heute eine der höchsten Alphabetisierungsraten der Welt: 97,8 % der Einwohner können lesen und schreiben. In der Mongolei gehen Kinder heute mit sieben Jahren zur Schule. Es besteht eine achtjährige Schulpflicht, jährlich beginnen etwa 120.000 Schüler eine höhere Ausbildung.
Nach dem Sturz der kommunistischen Herrschaft verlangten ausländische Geldgeber von der neuen Regierung, die Ausgaben im Bildungsbereich zu kürzen und Schulgebühren einzuführen. Dies führte zu einer Verschlechterung der Zustände an den Schulen, Lehrer erhielten ihre Gehälter nicht mehr und der Anteil der Schulabbrecher stieg. Speziell Jungen verlassen heute die Schule wieder früher, um arbeiten zu gehen.
Die erste Universität der Mongolei wurde im Jahre 1942 gegründet. Diese Einrichtung ist heute unter dem Namen Nationaluniversität der Mongolei die führende akademische Bildungseinrichtung des Landes. Durch Abspaltung von der Staatsuniversität entstanden im Laufe der Zeit weitere spezialisierte Universitäten und Institute. Seit der Demokratisierung sind auch zahlreiche Privatuniversitäten und Berufsschulen entstanden. Sie wurden von der Bevölkerung zwar nur zögerlich angenommen, bieten heute aber eine Alternative zu staatlichen Einrichtungen. Ende 2008 gab es schließlich 31 staatliche Universitäten und 55 offiziell zugelassene private akademische Bildungseinrichtungen. Bis in die 1980er Jahre studierten zahlreiche Mongolen in der Sowjetunion, der DDR oder in anderen Staaten des Ostblocks; heute orientiert man sich nach Ostasien, Europa und Nordamerika.

### Gesundheit
Die Gesundheitsausgaben des Landes betrugen im Jahr 2021 6,9 % des Bruttoinlandsprodukts. Im Jahr 2020 praktizierten in Mongolei 37,7 Ärztinnen und Ärzte je 10.000 Einwohner. Die Sterblichkeit bei unter 5-jährigen betrug 2022 13,4 pro 1000 Lebendgeburten. Die Lebenserwartung der Einwohner der Mongolei ab der Geburt lag 2022 bei 72,7 Jahren (Frauen: 77,4, Männer: 68,1). Die Lebenserwartung stieg von 62,9 Jahren im Jahr 2000 bis 2022 um 16 %.

## Geschichte

### Vorgeschichte und Altertum
Vor 500.000 Jahren war das Territorium der heutigen Mongolei vom Homo erectus bewohnt. Damals war das Klima milder als heute. Im Tal des Flusses Tolbor, einem Nebenfluss der Selenga, wurden in der Fundstelle Tolbor-16 annähernd 45.000 Jahre alte Steinwerkzeuge entdeckt, die ältesten Belege für die Anwesenheit der anatomisch modernen Menschen (Homo sapiens) auf dem Gebiet der heutigen Mongolei. Aus der späteren Steinzeit, also von vor 40.000 bis 12.000 Jahren, stammen Höhlenmalereien in der Provinz Chowd. Im Mesolithikum, etwa vor 12.000–7000 Jahren, begann man, Pfeil und Bogen zu benutzen und Haustiere zu halten. Um diese Zeit entstanden die ältesten Felsmalereien im mongolischen Altai, die 2011 in die Liste der UNESCO-Welterbestätten aufgenommen wurden.
Die ersten schriftlichen Belege stammen aus chinesischen Chroniken. In der Bronzezeit, etwa 2500 v. Chr. bis 1000 v. Chr., entwickelte sich die Kultur der Region aufgrund der zahlreich vorhandenen Lagerstätten an Kupfer in der Mongolei schnell. Zur gleichen Zeit kühlte das Klima jedoch weiter ab, so dass es zu kalt wurde, um Ackerbau zu betreiben, wodurch die Menschen hier endgültig zu viehzüchtenden Nomaden wurden.
Im 3. Jahrhundert v. Chr. fiel der Stamm Xiongnu in die südlich gelegenen chinesischen Staaten ein. Er wurde erfolgreich zurückgeschlagen, und als Antwort auf die häufigen mongolischen Einfälle begann Kaiser Qin Shihuangdi mit dem Bau der Chinesischen Mauer. Die Völker aus der Steppe, wie die Xianbei, die Tuoba und die Rouran, überwanden die Mauer jedoch wiederholt und plünderten die chinesischen Gebiete, zeitweise errichteten sie sogar ihre eigenen Reiche und akkulturierten sich.

### Das mongolische Großreich

Ausbreitung des Mongolenreiches unter Dschingis Khan (1227)

Der Name Mongolen dürfte während der Tang-Dynastie (7. bis 10. Jahrhundert) aufgekommen sein. Im 8. Jahrhundert übernahmen Turkvölker, vor allem die Uiguren die Vormachtstellung, im 10. Jahrhundert gründeten die Kitan die Liao-Dynastie, die bis 1125 überdauerte.
Im 12. Jahrhundert gelang es Temüdschin, die zahlreichen untereinander zerstrittenen mongolischen Stämme zu vereinigen und aus ihnen einen Staat zu formen, der es mit seinen mächtigen Nachbarn aufnehmen konnte. Um das Jahr 1206 wurde er unter dem Titel Dschingis Khan als Führer aller Mongolen anerkannt. Er stellte eine mächtige Armee auf, zu der mit wenigen Ausnahmen alle Männer zwischen 15 und 70 Jahren verpflichtet wurden, wobei er darauf bedacht war, in allen Gruppen Männer von verschiedenen Stämmen zusammenzufassen. Neu war auch eine streng hierarchische Organisation der Armee und die Spezialisierung der Soldaten.
Um seine militärische Organisation zu unterstützen, führte er Neuerungen wie eine Volkszählung, ein Kommunikationssystem mit Fahnen und eine berittene Post ein. Spirituell orientierte sich Dschingis Khan am Tengrismus.

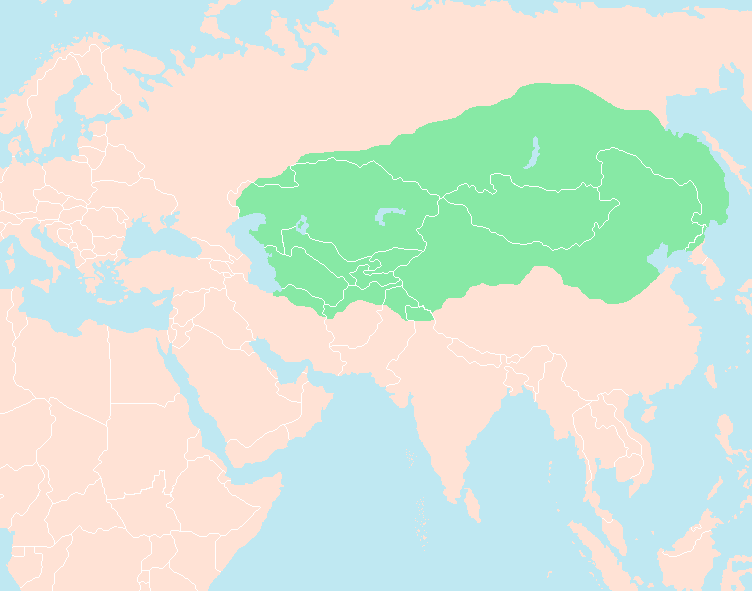
Das Mongolenreich unter Dschingis Khan (1227)

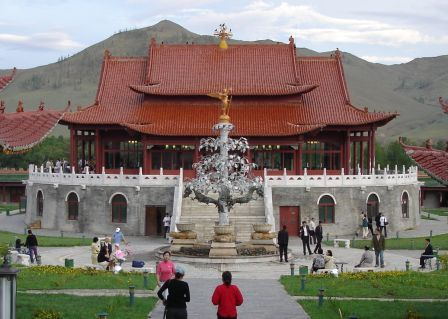
Nachbildung des Silberbaumes in Karakorum

In der heutigen Zentralmongolei entstand die Hauptstadt Karakorum. Sie lag an der Kreuzung zweier wichtiger Handelsrouten; die Mongolen ermutigten Menschen aus anderen Teilen Asiens, sich in Karakorum anzusiedeln. Die Bewohner hatten Religionsfreiheit, in der Stadt entstanden Moscheen, Kirchen und buddhistische Tempel.
Das von Dschingis Khan erlassene Gesetzbuch Jassa beinhaltete traditionelle mongolische Gesetze, wurde jedoch um neue Gesetze, die die Erweiterung des mongolischen Reiches verlangte, ergänzt. Die Gesetze sahen Strafen für Lügner vor, verlangten die Rückgabe von verlorenem Eigentum, beschränkten den Alkoholgenuss und errichteten ein soziales Sicherheitsnetz für die Hinterbliebenen von getöteten mongolischen Kriegern. Eine weitgehend einheitliche Rechtsordnung trug wesentlich zur Pax Mongolica vom späten 12. Jahrhundert bis ins 14. Jahrhundert bei.
Vor seinem Tod hatte Dschingis Khan sein Reich bereits in vier Khanate aufgeteilt. Sein Sohn Tschagatai bekam die Herrschaft über den südwestlichen Teil des Reiches, wozu Afghanistan, Turkestan und Zentralsibirien gehörten. Sein Enkel Batu bekam die Macht über Zentralasien und gründete dort die Goldene Horde. Pol Uri bekam die Macht über die Mongolei und Ögedei wurde mit der Herrschaft über China und Ostasien betraut. Ögedei Khan gelang es, das Reich weiter auszubauen und sein Territorium südlich und westlich zu erweitern. Als Ögedei zwölf Jahre später starb, standen seine Armeen in Südchina und vor den Toren Wiens. Sein Nachfolger Möngke eroberte den größten Teil Südchinas und den Nordteil des heutigen Vietnam. 1261 wurde Kublai Khan sein Nachfolger. Kublai war nicht nur ein talentierter Heerführer, sondern auch ein weitsichtiger Herrscher. Er förderte Handel und Seefahrt, die Wissenschaften und führte Verbesserungen in der chinesischen Landwirtschaft ein. Unter seiner Herrschaft wurde die mongolische Schrift entwickelt und 1280 verlegte er seinen Wintersitz nach Dadu, das heutige Peking, wo er die Yuan-Dynastie gründete. Obwohl die Eroberung Japans zweimal fehlschlug, erreichte das Mongolische Weltreich unter Kublai Khan seinen Höhepunkt der Machtentfaltung. Die Thronfolge blieb jedoch nach dem Tod eines jeden Herrschers unklar, die Kämpfe um die Macht schadeten der territorialen Integrität des Reiches.
Nach dem Tode Kublai Khans konnten die Mongolen ihre Macht nicht halten. Das Mongolische Reich kannte auch nach Kublai Khan noch die Institution des Großkhans, allerdings wurde er nicht mehr von allen Khanaten vollständig anerkannt. Der letzte Großkhan, der alle mongolischen Teilreiche beherrschte, war Timur Khan (bis 1307). Danach kam es zwar wiederholt zu Tributzahlungen der anderen Khane an den jeweiligen Großkhan, insbesondere an Toqa Timur, sowie zu ähnlichen Gesten der Unterwerfung und Verbundenheit, allerdings wurden die politischen Geschicke des Mongolischen Reiches nach Timur Khan in Wahrheit weitgehend dezentralisiert gelenkt. Insbesondere unterstützten sich die Khane gegenseitig – beziehungsweise ihren Großkhan – nur mehr bedingt bei militärischen Aktionen; oft wurden nur symbolisch Soldaten entsandt. Insofern war das Mongolische Reich ab 1307 die meiste Zeit über eher ein dem Heiligen Römischen Reich ähnlicher Staatenbund unter mehr formeller denn tatsächlicher Leitung durch den Großkhan als ein einheitlicher Staat im modernen Sinn.
Trotz mangelhafter politischer Einheit war der Zusammenhalt innerhalb des Mongolischen Reiches auch nach 1307 noch deutlich erkennbar. Er manifestierte sich unter anderem im Rechtssystem, dem Post- und Kommunikationssystem (Örtöö und Païza) und dem gemeinsamen Kunst- und Kulturgut wie insbesondere Schrift und Sprache. Damit ist die Einheit des Mongolischen Reiches durchaus vergleichbar mit der anderer großer Reiche des Spätmittelalters und der frühen Neuzeit.

### 15. bis 20. Jahrhundert

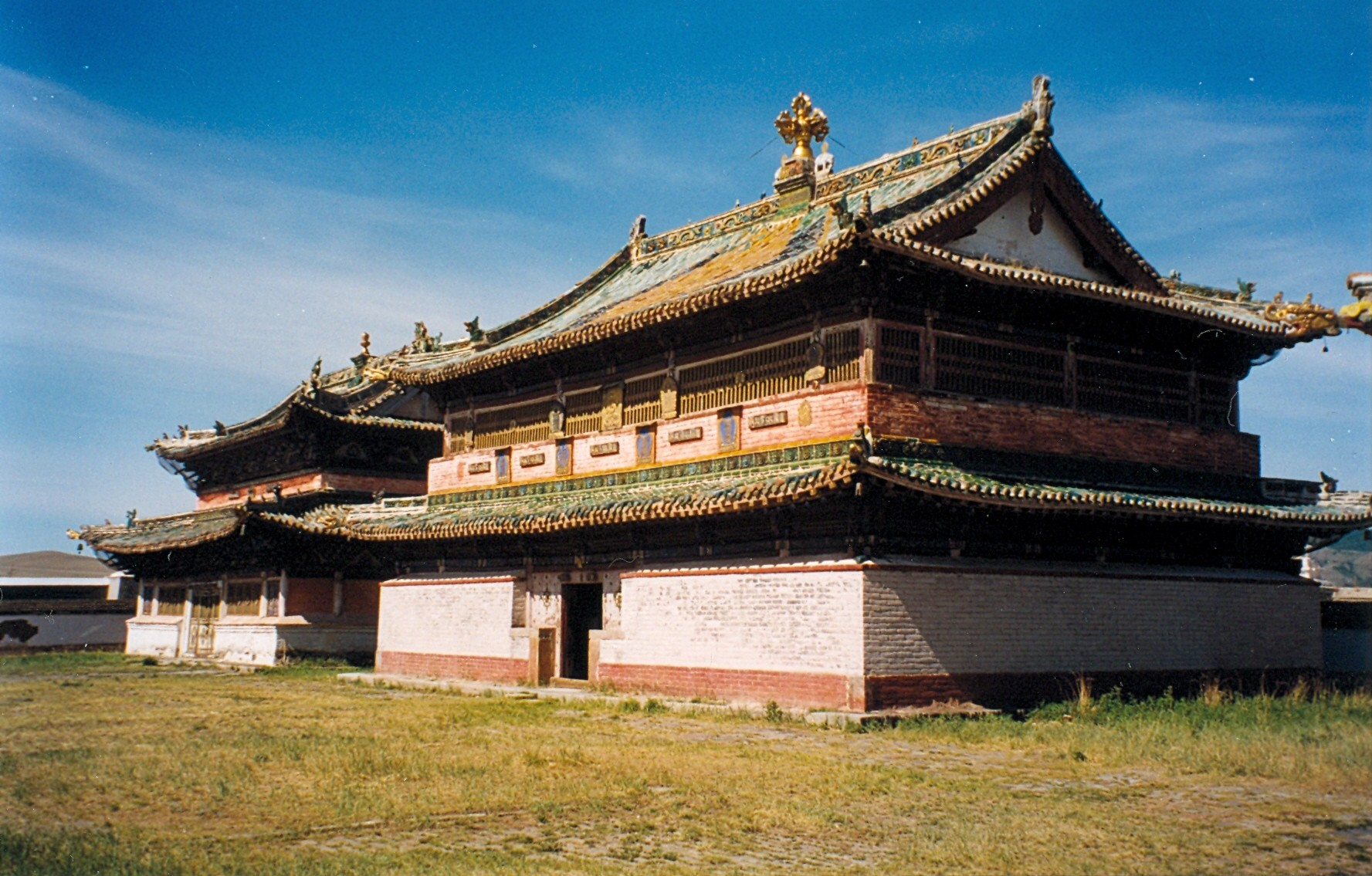
Tempel im Kloster Erdene Dsuu, das von Altan Khan gegründet wurde

Wie vor der Zeit Dschingis Khans griffen die mongolischen Stämme wiederholt das chinesische Kaiserreich an, was die Herrscher der Ming-Dynastie bewog, die chinesische Mauer weiter auszubauen und zu verstärken. Auch begannen zahlreiche, durch China angestachelte Kämpfe der mongolischen Stämme untereinander. Im Ergebnis eines langen Krieges zwischen den beiden bedeutendsten mongolischen Stämmen, den Oiraten und den Chalcha, wurden die Oiraten aus der heutigen Mongolei vertrieben. In der Herrschaftszeit von Altan Khan begann der tibetische Buddhismus zur Staatsreligion der Mongolen zu werden.
Davor war der Buddhismus noch eine von mehreren Religionen gewesen, die in seinem Reich praktiziert wurden. Gleichzeitig stiegen östlich der heutigen Mongolei die Mandschu zur dominierenden Macht auf. 1634 besiegten sie Ligdan Khan, ab 1644 wurde die mandschurische Qing-Dynastie gegründet, in deren Regierung auch zahlreiche mongolische Beamte tätig waren. Es wurden effizientere Waffen eingeführt, gegen die die berittenen Mongolen mit Pfeil und Bogen nicht ankämpfen konnten. Die nomadische mongolische Gesellschaft war jedoch nicht darauf eingerichtet, solche Waffen selbst herzustellen. Die Grenzen des mongolischen Reiches begannen somit enger zu werden. Sowohl die Äußere Mongolei als auch die Innere Mongolei, welche heute eine autonome Region der Volksrepublik China ist, wurden Anfang des 17. Jahrhunderts zur Besiedelung durch Han freigegeben. Die Äußere Mongolei geriet zunehmend in den Einflussbereich des russischen Zarenreiches. Unterteilt war das gesamte Mongolische Hochland in sogenannte Banner, deren Vorsteher das chinesische Kaiserhaus ernannte.
Der Buddhismus führte zum Entstehen von festen Ansiedelungen um Klöster und wurde zu einer einflussreichen Macht. Bis zum Beginn des 20. Jahrhunderts blieb es in der Mongolei relativ friedlich und stabil. Es war eine verarmte Provinz mit weniger als 500.000 Einwohnern, die oftmals hoch bei russischen und chinesischen Händlern verschuldet waren. Den Zusammenbruch der chinesischen Qing-Dynastie nutzte der 8. Jebtsundamba Khutukhtu und erklärte 1911 mit russischer Unterstützung die Äußere Mongolei für unabhängig. Ab 1912 erlangte die Mongolei weitgehende Autonomierechte. 1915 unterzeichneten Vertreter Russlands, Chinas und der Äußeren Mongolei den Vertrag von Kjachta, nach welchem die Äußere Mongolei einen gewissen Autonomiestatus erhielt, jedoch weiterhin der Souveränität Chinas unterlag.

### Kommunistische Herrschaft
Nach der Oktoberrevolution in Russland nahmen die Nationalchinesen die Gelegenheit wahr und gliederten 1919 die Mongolei wieder vollständig in die Republik China ein. Im Zuge des Russischen Bürgerkriegs wich ein Teil der Weißen Armee unter der Führung von Roman von Ungern-Sternberg 1920 in die Äußere Mongolei aus, besetzte das Land und versuchte mit Vorstößen auf das russische Territorium, die Rote Armee zu bekämpfen. Am 13. März 1921 rief Ungern-Sternberg eine unabhängige Monarchie aus und setzte nominell Bogd Khan als Staatsoberhaupt ein. Am selben Tag gründeten Süchbaatar und Tschoibalsan, die sich in der Sowjetunion befanden, eine kommunistische Gegenregierung und marschierten am 3. Juli 1921 mit der 400 Mann starken Mongolischen Revolutionären Volksarmee nebst 10.000 russischen Soldaten der Roten Armee in die Mongolei ein und besetzten innerhalb kurzer Zeit Urga. Am 11. Juli 1921 verkündete die Mongolische Revolutionäre Volkspartei (MRVP) erneut die Unabhängigkeit der Äußeren Mongolei. Ungern-Sternberg wurde an die Sowjetarmee ausgeliefert und hingerichtet. Bogd Khan blieb formal das Staatsoberhaupt; erst nach seinem Tod verabschiedeten die neuen Machthaber am 25. November 1924 eine kommunistische Verfassung, womit die Mongolische Volksrepublik als Satellitenstaat der Sowjetunion entstand. Diese war zeit ihres Bestehens politisch, militärisch und wirtschaftlich völlig von der Sowjetunion abhängig.
Die weiterhin nomadisch lebende Bevölkerung setzte der neuen kommunistischen Führung keinen Widerstand entgegen. Aufgrund der fast nicht vorhandenen Organisationsstrukturen des Landes und der niedrigen Bevölkerungsdichte brauchte der Kommunismus eine lange Zeit, um sich in der Mongolei durchzusetzen. In der Folge wurde allen Einwohnern des Landes über 18 Jahren das Wahlrecht verliehen. Nur Händler, Geldverleiher, frühere Adelige und Mönche wurden davon ausgeschlossen. Die politische Führung des Einparteistaates wurde von der MRVP übernommen. Die dem Obersten Sowjet entsprechende gesetzgebende Körperschaft der Mongolischen Volksrepublik war der Große Staats-Chural. Dieser wählte den Kleinen Staats-Chural. Der Kleine Chural wählte ein Präsidium und einen aus zwölf Mitgliedern zusammengesetzten Ministerrat, der die Exekutive bildete. Der Große Volks-Chural trat nur zweimal im Jahr zusammen. In der Zwischenzeit konnte das Präsidium Dekrete verabschieden und Kabinettsmitglieder entlassen wie ernennen. Seine Entscheidungen mussten nachträglich vom Plenum bestätigt werden. Weiterhin ernannte der Große Chural die Mitglieder des Obersten Gerichtes.
Mit der Verfassung vom 1. November 1924 wurde das allgemeine aktive und passive Frauenwahlrecht eingeführt. Land, Weiden, Wasser und Bodenschätze wurden verstaatlicht. Alle Schulden gegenüber ausländischen Händlern (besonders Chinesen) wurden annulliert und das private Geldverleihsystem wurde abgeschafft. Der Außenhandel wurde unter ein staatliches Monopol gestellt und die wirtschaftliche Macht der Klöster wurde gebrochen. Im Jahre 1924 wurde die erste mongolische Währung, der Tögrög, eingeführt. Die erste staatliche Bank war die Mongolbank. Gleichzeitig wurden mit den ersten industriellen Aktivitäten, wie dem Bergbau oder der Verarbeitung von landwirtschaftlichen Produkten, begonnen. Im Jahre 1931 wurde das Eigentum von mehr als einem Drittel der Haushalte konfisziert und neu verteilt. Als Reaktion darauf schlachteten die betroffenen Familien sieben Millionen Tiere. Dies und das Faktum, dass die neu gegründeten Genossenschaften nicht wie gewünscht funktionierten, führten 1931/1932 zu einer Hungersnot und einer Rebellion. Ein Bürgerkrieg konnte nur mit Mühe vermieden werden. Die Änderungen im Wirtschaftssystem wurden von nun an langsamer durchgeführt.
Auf der politischen Bühne griffen, parallel zu ähnlichen Ereignissen in der Sowjetunion, politische Säuberungen um sich, zu deren Opfern Bogd Khan, Chakdorjab, Togotkho, Puntsuk Dorji und Dindub gehörten. 1924 wurde Dandsan, der Vize-Premier und Kriegsminister sowie Oberkommandierender der Armee, erschossen. 1937 wurde Genden, der als Premierminister für die Politik der schrittweisen Umsetzung der kommunistischen Politik verantwortlich war, hingerichtet. Sein Rivale Tschoibalsan war nun gleichzeitig Premier- und Kriegsminister. Im Mittelpunkt seiner stalinistischen Politik standen die Bekämpfung der Religion, u. a. durch die Zwangsverpflichtung von Mönchen und Nonnen zum Arbeitsdienst in Fabriken oder zum Militärdienst und die Zerstörung von Klöstern. Statuen aus Gold und Silber wurden beschlagnahmt, in die Sowjetunion verbracht und dort eingeschmolzen. 1932 gründete Japan mit Mandschukuo in der Mandschurei und dem Osten der Inneren Mongolei ebenfalls einen Satellitenstaat, woraufhin die Sowjetunion ihre Militärpräsenz in der Mongolischen Volksrepublik erhöhte. Dieses Vorgehen betrachtete Japan als Bedrohung seiner Interessen und verlegte ebenfalls weitere Truppen an Mandschukuos Grenze. Beide Staaten gaben als offizielle Begründung für ihre jeweilige Politik die Unterstützung ihrer „Bruderländer“ bei der Bekämpfung von „Banden“ und Warlords an. Ab Januar 1935 nahmen die Konflikte zwischen sowjetischen und japanischen Grenztruppen aufgrund ungeklärter Grenzverläufe zwischen der Mongolischen Volksrepublik und Mandschukuo dramatisch zu, die 1939 im Japanisch-Sowjetischen Grenzkrieg endeten. Im Zweiten Weltkrieg musste die Mongolische Volksrepublik die Sowjetunion mit der Lieferung von Vieh und Kleidung unterstützen.
1952 starb Tschoibalsan; sein Nachfolger wurde Tsedenbal, der das Land 32 Jahre lang regierte. Spätestens ab 1958 gehörten fast alle nomadisch lebenden Haushalte einer Kooperative, Negdel genannt, an. Neben der Entwicklung der Landwirtschaft entstanden einige Industriezentren, in denen Bergbau und die Verarbeitung von Wolle, Fleisch und Holz betrieben wurden. Tsedenbal wurde 1984 abgesetzt; unter Nachfolger Dschambyn Batmönch bekam die Mongolische Volksrepublik zunehmend mehr Handlungsspielraum, was durch die Politik von Gorbatschow in der Sowjetunion ermöglicht wurde.

### Entwicklung des Verhältnisses zu China
Am 14. August 1945, wenige Monate nach Ende des Zweiten Weltkrieges in Europa und kurz vor dessen Ende in Asien schlossen die Republik China unter Chiang Kai-shek und Stalins Sowjetunion den Chinesisch-Sowjetischen Freundschaftsvertrag, in dem China versprach, die Unabhängigkeit der Mongolei anzuerkennen, allerdings erst nach einer Volksabstimmung. Im Gegenzug sollte die Sowjetunion ihre Unterstützung der Kommunistischen Partei Chinas und der uigurischen Unabhängigkeitsbewegung in Xinjiang beenden. Am 20. Oktober 1945 ließ Tschoibalsan in der Mongolei ein entsprechendes Referendum abhalten, an dem sich nach offiziellen Angaben 98,6 Prozent der 487.285 Abstimmungsberechtigten beteiligten, die sich zu 100 Prozent für die Unabhängigkeit der Mongolei von China aussprachen. Dieses Referendum, das selbst in den Augen sowjetischer Beobachter in keiner Weise den Kriterien einer ordnungsgemäß durchgeführten und demokratischen Abstimmung entsprach, bildete die Basis für die sich anschließenden chinesisch-mongolischen Verhandlungen, die in der offiziellen diplomatischen Anerkennung der Unabhängigkeit der Mongolei durch die Republik China am 5. Januar 1946 mündeten. Am 16. Oktober 1949 erkannte auch die zwei Wochen zuvor durch Mao Zedong ausgerufene Volksrepublik China die Unabhängigkeit der Mongolei an, und beide Länder nahmen offizielle diplomatische Beziehungen zueinander auf. Am 26. Dezember 1962 wurde ein bilateraler Vertrag über die 4709 Kilometer lange gemeinsame Grenze unterzeichnet. Nachdem sich die nationalchinesische Kuomintang-Regierung auf die Insel Taiwan hatte zurückziehen müssen, verhärtete sich ihr Standpunkt hinsichtlich der Mongolei wieder. Im Jahr 1955 blockierte sie als Mitglied des Sicherheitsrats der Vereinten Nationen mit ihrem Veto die Aufnahme der Mongolei in die Vereinten Nationen, mit dem Argument, dass die Mongolei kein unabhängiger Staat sei. Der Beitritt der Mongolei zu den Vereinten Nationen erfolgte daher erst am 27. Oktober 1961. Die Republik China auf Taiwan gab erst im Jahr 2002 die Fiktion eines territorialen Anspruchs auf die Mongolei vollständig auf. Allerdings hatten auch die chinesischen Kommunisten anhaltende Schwierigkeiten, die Unabhängigkeit der Mongolei voll zu akzeptieren. Noch 1989 erklärte der damalige chinesische Staatsführer Deng Xiaoping gegenüber US-Präsident George H. W. Bush, dass Stalin „die Mongolei von China abgetrennt“ habe. China habe zuvor die Silhouette eines Ahornblatts gehabt. Wenn man sich heute eine Karte ansähe, sähe man im Norden ein riesiges Stück abgeschnitten. Das „Ahornblatt wurde abgenagt“.

### Demokratisierung

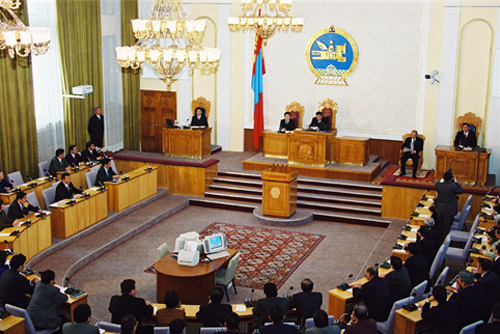
Sitzung des Großen Staats-Chural (November 2000)

Ab 1988 formierte sich in der Mongolischen Volksrepublik eine Opposition aus verschiedenen Kräften, die ein Mehrparteiensystem und Wirtschaftsreformen forderte. Mit dem Zerfall der Sowjetunion vollzog die Mongolei ab 1990 nach Demonstrationen einen friedlichen Übergang zu einem demokratisch-parlamentarischen Regierungssystem. Am 12. Februar 1992 besiegelte das Parlament mit der Annahme einer Verfassung, die sich an den Grundsätzen eines demokratischen Rechtsstaates und einer marktwirtschaftlichen Ordnung orientiert, das Ende des kommunistischen Systems. Zugleich wurde die Bezeichnung „Volksrepublik“ aus dem Namen gestrichen. Die neuen Erfahrungen mit einem marktwirtschaftlichen Wirtschaftssystem waren für viele Mongolen schwierig; in den frühen 1990er Jahren herrschten Inflation und Knappheit. Trotz Vorwürfen von Korruption und Vetternwirtschaft galt die Mongolei Ende der 2000er Jahre als eine der stabileren Demokratien des früheren Ostblocks.
Der Anthropologe David Sneath bestätigte diese Einschätzung im Jahr 2018. Zwar habe es nach der Parlamentswahl von 2008 Vorwürfe von Wahlbetrug gegeben, die in gewalttätige Proteste und die Brandstiftung des Hauptquartiers der regierenden Mongolischen Volkspartei in der Hauptstadt mündeten, jedoch hätten sich die Demonstranten nicht gegen die Demokratie als Institution ausgesprochen, sondern gegen die von ihnen wahrgenommene Korruption der herrschenden Klasse. Dieser Vorfall zeige, dass das auf den ersten Blick stabile parlamentarische Regierungssystem unter der Oberfläche mit starken politischen Spannungen zu kämpfen habe. Sneath sieht trotz dieser Konflikte in der Mongolei starke Züge einer Konkordanzdemokratie verwirklicht.

## Politik

### Politisches System
Die Mongolei ist eine parlamentarische Demokratie. Die 1992 in Kraft getretene Verfassung lehnte sich inhaltlich an das Grundgesetz der Bundesrepublik Deutschland und die Verfassung Frankreichs an. Als Grundwerte des Staates gelten Demokratie, Gerechtigkeit, Freiheit, Gleichheit, nationale Einheit und Achtung vor dem Gesetz.
Das Einkammerparlament wird Großer Staats-Chural genannt, umfasst 76 Abgeordnete und wird alle vier Jahre gewählt. Kurz vor der Wahl 2016 wurde das Verhältniswahlrecht in ein Mehrheitswahlsystem mit Einerwahlkreisen umgestellt, wobei auf die Hauptstadt Ulaanbaatar 28 und auf den Rest des Landes 48 Wahlkreise entfallen.
Der Staatspräsident wird für jeweils vier Jahre direkt gewählt, mit einer Beschränkung auf zwei Amtszeiten. Er ist gleichzeitig Staatsoberhaupt, Oberkommandierender der Streitkräfte und Vorsitzender des nationalen Sicherheitsrates. Seit 2021 ist in diesem Amt Uchnaagiin Chürelsüch.
Die Judikative ist von Exekutive und Legislative unabhängig. Der oberste Gerichtsrat ernennt alle Richter und schützt ihre Rechte. Der Oberste Gerichtshof erarbeitet eine abschließende Interpretation der Gesetze und entscheidet in letzter Instanz in allen Berufungsverfahren. Auf allen Ebenen existieren auch spezialisierte Gerichte für Zivil-, Kriminal- und Verwaltungsbeschwerdeverfahren. Der Verfassungsgerichtshof, dessen neun Mitglieder für sechs Jahre ernannt werden, ist demgegenüber für Verfassungsbeschwerden zuständig.
Bei der Parlamentswahl 2020 erhielt die MVP 62 der 76 Sitze, die DP 11 und die übrigen 3 Sitze gingen an Kleinparteien und Unabhängige.
Nach einer Wahlrechtsreform erreichte die MVP 68 der 126 Sitze bei der Parlamentswahl am 28. Juni 2024, die DP 42 Sitze und drei weitere Kleinparteien kamen auf insgesamt 16 Sitze im Großen Staats-Chural.

### Politische Indizes
| Name des Index                     | Indexwert    | Weltweiter Rang | Interpretationshilfe | Jahr |
| ---------------------------------- | ------------ | --------------- | --- | ---- |
| Fragile States Index               | 50,7 von 120 | 132 von 179     | Stabilität des Landes: stabiler 0 = sehr nachhaltig / 120 = sehr alarmierend Rang: 1 = fragilstes Land / 179 = stabilstes Land | 2024 |
| Demokratieindex                    | 6,53 von 10  | 53 von 167      | Unvollständige Demokratie 0 = autoritäres Regime / 10 = vollständige Demokratie                                                | 2024 |
| Freedom in the World Index         | 84 von 100   | —               | Freiheitsstatus: frei 0 = unfrei / 100 = frei                                                                                  | 2024 |
| Rangliste der Pressefreiheit       | 51,3 von 100 | 109 von 180     | Schwierige Lage für die Pressefreiheit 100 = gute Lage / 0 = sehr ernste Lage                                                  | 2024 |
| Korruptionswahrnehmungsindex (CPI) | 33 von 100   | 114 von 181     | 0 = sehr korrupt / 100 = sehr sauber                                                                                           | 2024 |

### Außenpolitik
Die Mongolei ist eine Demokratie zwischen den zwei weltgrößten Autokratien China und Russland, Julian Dierkes nannte sie ein „Gallisches Dorf“ in einer „schlimmen“ Nachbarschaft. Die Mongolei nutze jene Spielräume, wo die zwei Nachbarn nicht einheitlich agierten, für unabhängige Verhandlungen.
Aufgrund ihrer Binnenlage ist sie stark auf gute Beziehungen zu ihren beiden Nachbarn angewiesen. So führt der gegenwärtig einzig nutzbare Weg zum Meer über den chinesischen Hafen von Tianjin, während das Land aus Russland seine Energieimporte bezieht. Historisch bestand während der kommunistischen Ära eine enge Anlehnung an die Sowjetunion, die bis heute starke wirtschaftliche, politische und kulturelle Spuren hinterlassen hat. Seit dem Ende des Kalten Krieges ist jedoch die Volksrepublik China zum wichtigsten außenpolitischen Bezugspunkt für das Land geworden. 2016 entfielen über 80 % des mongolischen Außenhandels auf China und ein großer Teil der ausländischen Direktinvestitionen im Land stammen aus der Volksrepublik, vor allem im Bergbausektor. In der mongolischen Wirtschaft ist zudem eine steigende Zahl an chinesischen Arbeitskräften beschäftigt, vor allem im Baugewerbe, dem Bergbau und im Einzelhandel. Diese spürbare wirtschaftliche Dominanz Chinas führt allerdings auch teilweise zu einer anti-chinesischen Stimmung in der Bevölkerung und Furcht vor einer zu großen Abhängigkeit innerhalb der politischen Führung des Landes. Das Land ist deshalb daran interessiert, seine außenpolitischen Kontakte zu diversifizieren, und sucht so im Rahmen der „Drittnachbarpolitik“ vertiefte Beziehungen mit den Staaten der Europäischen Union, den Vereinigten Staaten und Japan, wobei vor allem ein Interesse an gemeinsamen Handels- und Investitionsabkommen besteht.
Die Mongolei ist u. a. Mitglied der Organisation für Sicherheit und Zusammenarbeit in Europa, der Bewegung der Blockfreien Staaten und der Vereinten Nationen. In der Shanghaier Organisation für Zusammenarbeit ist sie ein Beobachterstaat. Die Mongolei ist außerdem Mitglied im Internationalen Strafgerichtshof (IStGH). Anfang September 2024 wurde der russische Präsident Wladimir Putin bei einem Staatsbesuch in der Mongolei trotz eines Haftbefehls des IStGH nicht festgenommen. Dies sorgte für Kritik bei den anderen IStGH-Mitgliedern, vor allem westlichen Staaten. Es war das erste Mal seit dem Beginn des russischen Überfalls auf die Ukraine, dass Putin in einen Staat reiste, der IStGH-Mitglied ist.

### Militär
Die Mongolei gab 2017 knapp 0,7 Prozent ihrer Wirtschaftsleistung, was lediglich 83 Millionen US-Dollar waren, für ihre Streitkräfte aus. Da Russland und China gute Beziehungen zur Mongolei haben und die Mongolei sich auch sonst keiner Bedrohung gegenübersieht, werden Modernisierungsprogramme bisher als überflüssig angesehen.
Es wird aber diskutiert, bis 2032 zwei Schützendivisionen aufzustellen, eine als „Nationalgarde“ und eine für internationale Einsätze. Die Ausrüstung dafür wird möglicherweise von Russland gestellt.
Zurzeit ist mongolisches Militär u. a. an internationalen Einsätzen im Irak und in Afghanistan beteiligt. Es war bis 2018 Teil der UN Mission UNMIL in Liberia.
Das heutige Heer ist dementsprechend mit ehemals sowjetischem Gerät ausgerüstet. So gibt es 650 alte Kampfpanzer T-54/55 und T-62 und Schützenpanzer vom Typ BMP-1 und BTR-60/80; dazu kommen auch vereinzelte Luftabwehrkomplexe. Es gibt 9300 Mann unter Waffen und 137.000 Reservisten.

## Wirtschaft

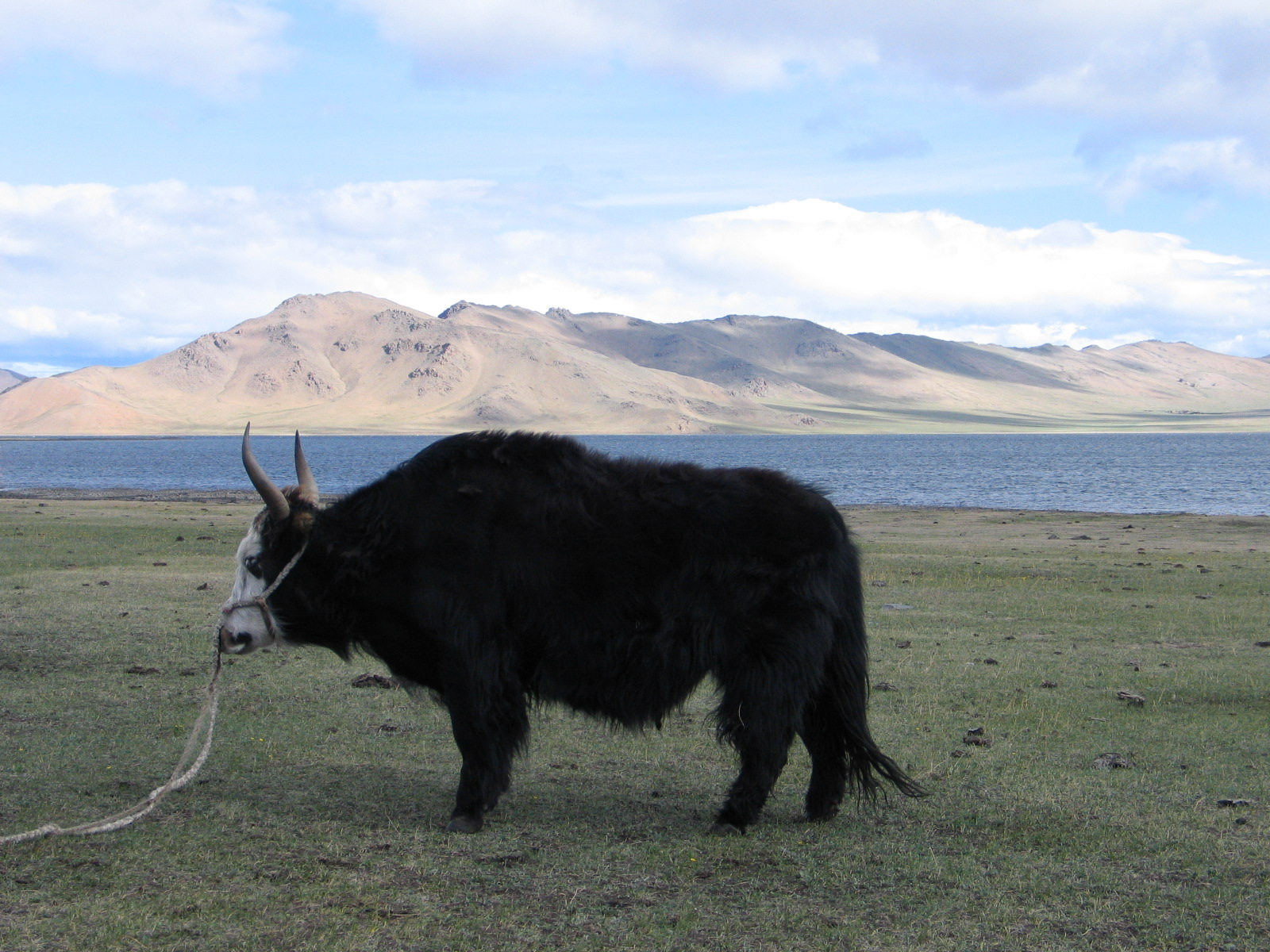
Yak

### Allgemein
im Jahr 2023 lag das Bruttoinlandsprodukt (BIP) bei 20 Mrd. USD und das Bruttoinlandsprodukt pro Kopf bei 5.796. Im Global Competitiveness Index, der die Wettbewerbsfähigkeit eines Landes misst, belegt die Mongolei Platz 102 von 141 Ländern (Stand 2019). 2024 steht sie in diesem Index auf Rang 61 von 67 Staaten. Der Index für wirtschaftliche Freiheit 2024 des Landes war der 76 höchste von 176 Ländern.
Die Mongolei zählt zu den Transformationsländern des ehemaligen Ostblocks. Die Wirtschaft der Mongolei ist vorwiegend agrarisch, obwohl das Land zu den zehn rohstoffreichsten Ländern der Erde zählt.
Das Land führt eine Wertpapierbörse – die Mongolian Stock Exchange.
Die Aufgaben einer Zentralbank kommt die Bank der Mongolei nach und soll unter anderem die Stabilität der Landeswährung Tugrig gewährleisten.
Die Mongolei erreichte nach langer Stagnation (1990–2002, +3 % bis −3 %) in den Jahren bis 2011 ein Wirtschaftswachstum von 5,3 bis 17 (2011) Prozent; der Anstieg ging großteils auf das Wachstum des Dienstleistungssektors und höhere Weltmarktpreise für Kupfer und Gold zurück. Das Wirtschaftswachstum lag 2015 bei nur noch 2,4 %. Das Bruttoinlandsprodukt stieg 2022 um 5 %, für 2023 wurden 7 % errechnet und für 2024 5,5 % prognostiziert. Die offizielle Arbeitslosenquote lag 2016 bei ca. 8 %. Die Weltbank geht jedoch von einer wesentlich höheren Arbeitslosigkeit aus.
Das Wachstum der letzten Jahre ging allerdings am armen Teil der Bevölkerung vorbei: Etwa 40 % leben unterhalb der extremen Armutsgrenze, ähnlich wie im Jahr 1990. Die schwierigen Reformjahre haben den Anteil der Privatwirtschaft zwar auf 80 % gesteigert, aber die sozialen Unterschiede und das Stadt-Land-Gefälle vergrößert.
| Jahr                                    | 2010  | 2015   | 2016   | 2017   | 2018   | 2019   | 2020   | 2021   | 2022   | 2023   |
| --------------------------------------- | ----- | ------ | ------ | ------ | ------ | ------ | ------ | ------ | ------ | ------ |
| BIP in Mrd. USD (Kaufkraftparität)      | 18,0  | 31,7   | 32,5   | 34,9   | 39,5   | 44,5   | 45,6   | 50,1   | 56,3   | 62,7   |
| BIP pro Kopf in USD (Kaufkraftparität)  | 6.510 | 10.372 | 10.415 | 10.995 | 12.202 | 13.485 | 13.569 | 14.679 | 16.289 | 17.884 |
| BIP-Wachstum (real)                     | 7,3 % | 2,4 %  | 1,5 %  | 5,6 %  | 7,7 %  | 5,6 %  | −4,6 % | 1,6 %  | 5,0 %  | 7,4 %  |
| Inflation (in Prozent)                  | 8,2 % | 6,8 %  | 0,8 %  | 4,3 %  | 6,8 %  | 7,3 %  | 3,7 %  | 7,4 %  | 15,2 % | 10,3 % |
| Staatsverschuldung (in Prozent des BIP) | 31 %  | 51 %   | 79 %   | 87 %   | 77 %   | 67 %   | 83 %   | 68 %   | 64 %   | 47 %   |

### Landwirtschaft

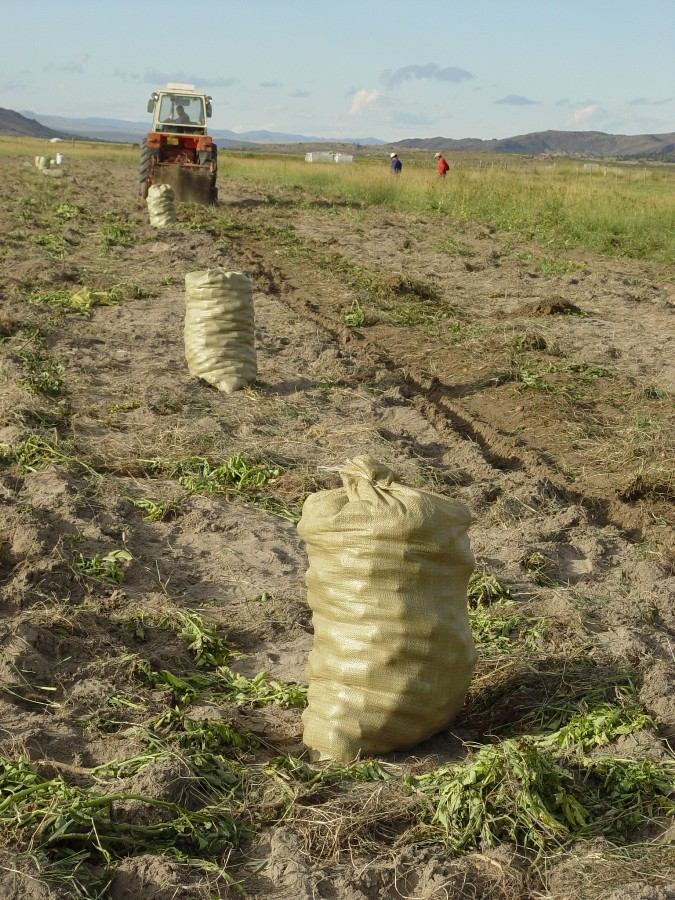
Kartoffelernte im Sum Charchorin

Wegen der geographisch bedingt sehr kargen Böden, der langen Winter, der geringen Niederschläge, der nomadischen Tradition des Landes und der kurzen Vegetationsperiode von nur 95–110 Tagen hat sich in der Mongolei nur sehr wenig Ackerbau entwickelt. Im Unterschied dazu ist aber eine hoch spezialisierte Viehwirtschaft entstanden. Dabei werden fünf Nutztierarten gehalten, deren Produkte und Nutzen genau aufeinander abgestimmt in die nomadische Lebensweise eingebunden sind: Schaf (Wolle, Milch, Fleisch), Ziege (Fell, Milch), Yak (Milch, Leder, Fleisch), Pferd (Milch, Transport) und Kamel (Milch, Lasttransport).
Traditionelle Erzeugnisse der Landwirtschaft sind Fleisch (sechs Millionen Großtier-Schlachtungen 2002), Milch, Schaf- und Kaschmirwolle; außerdem Getreide (auf wenigen Promille der Landesfläche), Kartoffeln und Gemüse.
Viele bedeutende Kulturpflanzen können in dem rauen Klima der Mongolei allerdings nicht gedeihen. Nur ein Prozent der nutzbaren Fläche des Landes wird für den Anbau genutzt (1998: 1.322.000 ha, entsprechend 3.266.000 acres). Daher konzentriert sich die Landwirtschaft auf die Viehzucht, und der Anbau beschäftigt nur drei Prozent der arbeitenden Bevölkerung. Angebaut werden hauptsächlich Weizen, Gerste, Hafer und Kartoffeln. In geringem Umfang werden auch Mais, Hirse und Raps angebaut.

### Bergbau, Bodenschätze, Industrie und Energie
Die Mongolei gilt als eines der zehn rohstoffreichsten Länder der Welt, wurde jedoch bisher nur zu einem Drittel geologisch voll exploriert. Nachgewiesen wurden gut 6000 Vorkommen von 80 verschiedenen Mineralien, darunter Kohle, Kupfer, Uran (etwa 2 % der Reserven der Welt), Erdöl, Gold, Silber, Flussspat, Molybdän, Zink und Diamanten. Im Südteil der Gobi wurden Kohle- und Kupferlagerstätten nachgewiesen, die zu den größten der Welt gehören. Zwischen 1963 und 1971 waren DDR-Bergbauexperten an Suche und Aufschluss von Goldlagerstätten beteiligt, und von 1973 bis 1975 erkundeten sie Wolframit-Vorkommen im Gebiet von Bürentsogt.
Kupfer- und Kohlevorkommen werden bisher vorwiegend im Tagebau abgebaut. Dies führt zu großräumigen Veränderungen der Landschaft mit entsprechenden Folgen für Flora und Fauna. Abraumhalden und Abwässer der Aufbereitungsanlagen weisen zudem einen erhöhten Gehalt an Schwermetallen auf. Auch der 2011 begonnene Abbau von Kupfer und Gold in der Wüste Gobi trägt zur Umweltbelastung bei. Im Jahr 2022 wurden knapp 130.000 Tonnen reines Kupfer produziert. Eine Ausweitung auf 500.000 Tonnen ist bis 2028 geplant. Durch das Goldschürfen trocknete bereits der Fluss Ongi aus. Anderseits bieten die großen Rohstoffvorkommen, bei der relativ kleinen Bevölkerung der Mongolei, auch die Chance auf eine deutliche Erhöhung des allgemeinen Lebensstandards.

### Umwelt und Naturschutz

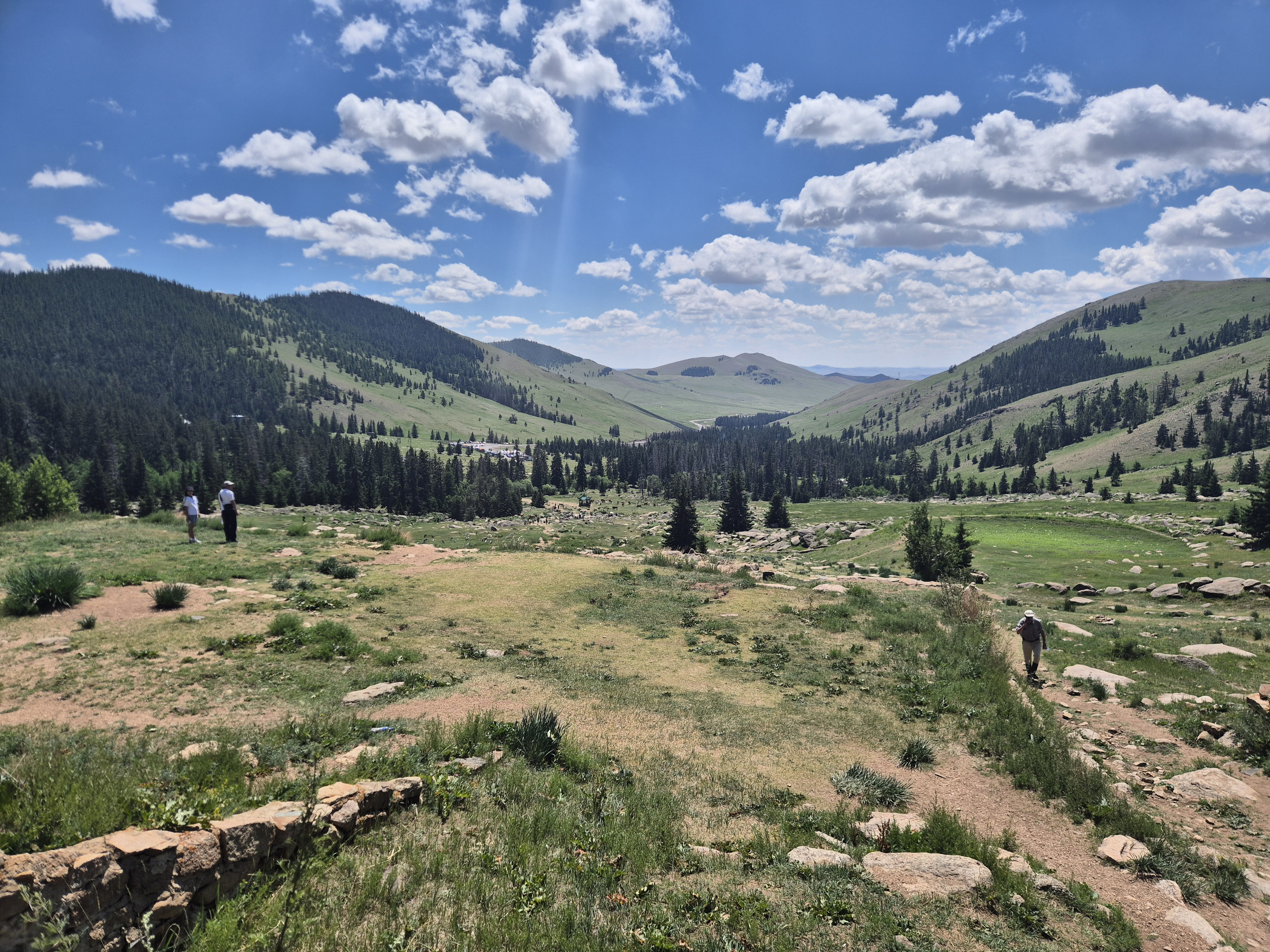
Die Mongolei hat die niedrigste Bevölkerungsdichte der Welt

Die Waldbestände waren seit den 1960er Jahren aufgrund des Bevölkerungswachstums durch Holzschlag und von Menschen verursachte Waldbrände deutlich reduziert worden. Im Sozialismus wurde eine nicht-nachhaltige Form der Landwirtschaft betrieben, die den Böden schadete. Nach der Wende kam die Gefahr der Überweidung durch die Nomaden hinzu. Durch Überweidung, Landwirtschaft und Entwaldung zusammen sind fast 90 % der Fläche der Mongolei von Wüstenbildung bedroht. Anders als in China gibt es in der Mongolei kein staatliches Aufforstungsprogramm.
Präsident Uchnaagiin Chürelsüch initiierte 2021 die ehrgeizige nationale Bewegung Eine Milliarde Bäume. Bei dieser nationalen Bewegung hat sich die Mongolei das Ziel gesetzt, bis 2030 insgesamt eine Milliarde Bäume zu pflanzen und zu pflegen. Dadurch soll die Waldbedeckung landesweit um 1 % erhöht werden, die Desertifikation und Bodenerosion vermindert und die Erholung der grünen Entwicklung beschleunigen. Bis Ende 2023 hatte man schon 41,5 Millionen Bäume pflanzen können. 21 Bergbauunternehmen bestätigten daraufhin, sich an der Pflanzung von 608,5 Millionen Bäume beteiligen zu wollen. Auch sollen 1.000 Trainer geschult werden, um den Prozess der Bepflanzung und Pflege zu überwachen.
In den Städten sind teils noch Kohlekraftwerke ohne Rauchgasreinigung in Betrieb, die damit eine Gesundheitsgefahr darstellen. Auch in den Jurtenquartieren wird vorwiegend mit Holz und Kohle geheizt und gekocht, was ebenfalls zur Luftbelastung beiträgt. Schließlich sind viele veraltete und schlecht gewartete Kraftfahrzeuge mit hohem Schadstoffausstoß in Betrieb.

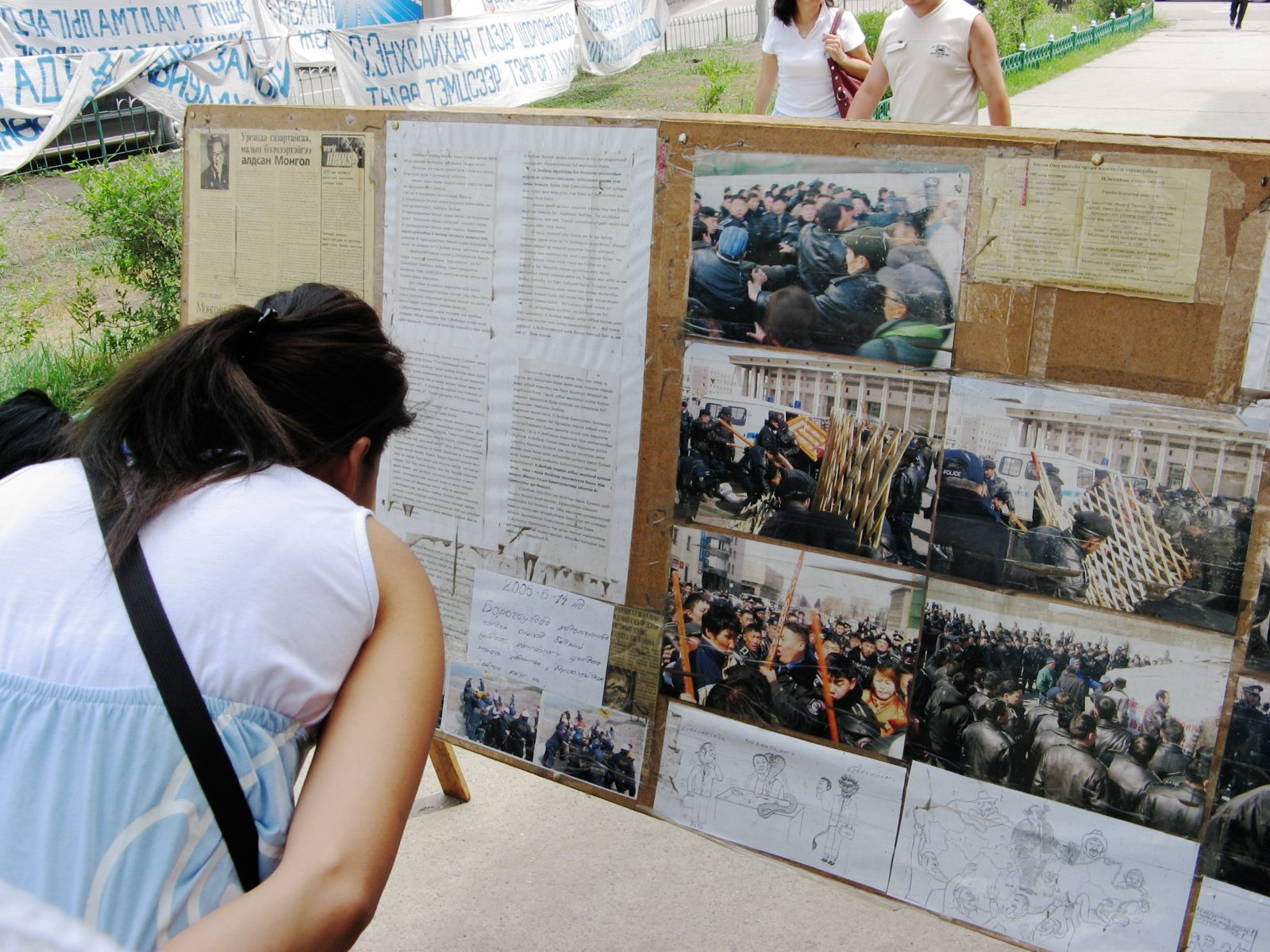
Infostand einer Bürgerinitiative gegen unkontrollierten Bergbau, Ulaanbaatar Juli 2006

Kleine und große Heizkraftwerke sowjetischer Bauart verschmutzten laut Angaben im Jahr 2006 zusammen mit Textil-, Leder- und Bergbaubetrieben unverhältnismäßig große Mengen an Wasser. Weniger als die Hälfte der Abwässer würde gereinigt, zudem meist mit veralteten Anlagen. Die Fließgewässer in der Nähe von größeren Siedlungen sind darum stark belastet, der Fluss Tuul bei Ulaanbaatar etwa enthielt mehr als das Zehnfache der zulässigen Schadstoffe.
Die Abfallbewirtschaftung des Landes verfügt nur über eine unzureichende Infrastruktur. Auch in der Bevölkerung war das Umweltbewusstsein Anfang der 2000er-Jahre ungenügend entwickelt. Offizielle und wilde Deponien stellten ein Umweltrisiko dar, zusammen mit dem häufig in die Natur geworfenen Abfall.
Dennoch beherbergt die dünn besiedelte Mongolei große Naturlandschaften, die auch großen Säugern noch ausreichend Lebensraum bieten. Zahlreiche Schutzgebiete wie der Nationalpark Gobi Gurwan Saichan wurden zum Erhalt dieser Lebensräume geschaffen.
Einige international zusammen arbeitende Aktivisten wehrten sich gegen das Wasserkraftwerkprojekt von Erdeneburen am Chowd Gol am Tsambagarav Uul Nationalpark; mongolische Bürokraten ließen einen 2022 verhaften, weil auf Desinformations-Webseiten in Deutschland falscher Inhalt über diese Aktivisten produziert worden war. Hingewiesen wurde auch auf den schlechten Zustand eines anderen Damms am Dsawchan Gol und auf die Verringerung des Abflusses durch die hohe Verdunstung des Sees.

### Außenwirtschaft
Im Jahr 2007 exportierte die Mongolei Waren im Wert von 1,95 Milliarden US-Dollar, davon entfielen 41,6 % auf Kupferkonzentrat, 12,1 % auf Gold, 9 % auf Zinkkonzentrat, 9 % auf Kaschmirwolle in verschiedenen Verarbeitungsstufen und 6 % auf Kohle. Importiert wurden vor allem Erdölprodukte, Maschinen, Anlagen, Fahrzeuge, Elektronikprodukte und Lebensmittel. 2016 gingen 84 % aller Exporte nach China, zweitwichtigster Abnehmer war die Schweiz, die einen Anteil von 9 % hatte. Die wichtigsten Lieferländer im Jahr 2016 waren China (40 %), Russland (28 %), Japan (6,4 %) und Südkorea (6,2 %).
Der Handel mit Deutschland erreichte im Jahr 2008 ein Volumen von 82 Millionen Euro, mit stark steigender Tendenz. Die Mongolei exportierte Waren im Wert von 15,4 Millionen Euro nach Deutschland, vor allem Textilien (Kaschmir) und tierische Produkte. Dagegen betrug der Wert von Importen aus Deutschland 66,6 Millionen Euro. Aus Deutschland eingeführt werden hauptsächlich Fahrzeuge und Maschinen. Die Mongolei hat starkes Interesse daran, die Handelsbeziehungen zu vertiefen und etwa Technologien zur Kohleverflüssigung, im Bausektor oder der Landwirtschaft einzuführen.
Um die Abhängigkeit von seinen beiden direkten Nachbarn zu verringern, verfolgte die Mongolei erfolglos eine Dritt-Nachbarschafts-Politik mit Japan, den Vereinigten Staaten und der Europäischen Union. Die Abhängigkeit von den Exporten nach China wuchs weiterhin, vor allem wegen der Wachstumsschwäche Europas und des enormen chinesischen Rohstoffbedarfs. 2014 bestanden 90 % der Exporte von insgesamt 5,4 Mrd. US-Dollar aus Rohstoffen.
Durch den Verfall der Rohstoffpreise seit 2014 brachen jedoch die Erlöse aus den Rohstoffexporten – insbesondere aus dem Export von Kupfererz – stark ein. Die ausländischen Direktinvestitionen, die vor allem im Bergbau getätigt wurden, gingen von 2012 auf 2014 um 80 % zurück.

### Tourismus
Der Tourismus bleibt ein Hoffnungsträger der mongolischen Wirtschaft. In den Coronajahren 2020 und 2021 hat sich die Mongolei wie viele andere Länder auch umfassend abgeschottet, was auch zu einem Einbruch des Tourismus führte. Nun erhofft man sich durch neue Kampagnen, das der Tourismus wieder zunimmt. Bis zum 29. August 2023 haben rund 431.130 Touristen die Mongolei besucht und der Wirtschaft des Landes einen Umsatz von etwa 650 Millionen US-Dollar beschert. 2024 erreichten die Touristenzahlen mit 727.400 Touristen und einen Umsatz von 1,5 Milliarden US-Dollar einen historischen Höchststand.

### Internationale Handelsbeziehungen
Auch einige Abkommen mit der EU über Handelspolitik, Zoll und Textilwaren existieren. Die Mongolei ist Mitglied wichtiger internationaler Organisationen – neben der UNO und ihren Unterorganisationen z. B. bei WTO, Weltbank und Asiatischer Entwicklungsbank.
Daneben hat sich die Mongolei bislang aber als einziges Land der WTO keinem regionalen Handelsabkommen angeschlossen. Mit dem ASEAN, dem SAARC, der APEC und der CIS bestehen einige größere regionale Freihandelsabkommen in Asien, denen sich die Mongolei anschließen könnte. Gerade das 'Commonwealth of Independent States', eine Gruppe, die die Schwellenländer Mittel- und Osteuropas und die Gemeinschaft Unabhängiger Staaten zusammenfasst, könnte dabei an die frühere Verbindung zwischen der Mongolei und der Sowjetunion anknüpfen.

### Staatshaushalt
Der Staatshaushalt umfasste 2015 Ausgaben von geschätzt 3,4 Milliarden US-Dollar, dem standen Einnahmen von 3,0 Milliarden US-Dollar gegenüber. Daraus ergab sich ein Haushaltsdefizit in Höhe von 7,3 % des BIP.

Die Staatsverschuldung betrug 2016 60,0 % des BIP.
2020 betrug der Anteil der Staatsausgaben (in % des BIP) folgender Bereiche:
- Gesundheit: 4,9 %
- Bildung: 4,7 %
- Militär: 0,6 % (2023)

Durch den Rückgang der Exporterlöse seit 2014 wurde auch der Staatshaushalt gefährdet; die Staatsverschuldung stieg auf über 60 % des Bruttoinlandsprodukts (zum Vergleich 2012: 51,7 %).

## Infrastruktur

### Eisenbahn

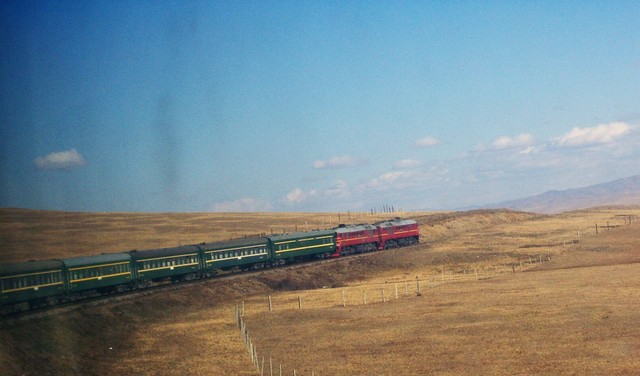
Der Moskau–Peking-Express der Transmongolischen Eisenbahn

Die Mongolei verfügt über ein Schienennetz von etwa 1815 km Länge, dessen Herzstück die Transmongolische Eisenbahn ist. Sie führt quer durch die Mongolei von der Grenze zu Russland an die Grenze zu China und ist Teil der Verbindung von Moskau nach Peking. Die in 1520-mm-Breitspur trassierte Strecke wickelt etwa 90 % des Warenverkehrs mit den Nachbarstaaten ab. An die transmongolische Eisenbahn sind neben der Hauptstadt Ulaanbaatar auch wichtige Industriestädte wie Erdenet, Darchan und Baganuur angeschlossen. Tschoibalsan ist mit einer Strecke an die Transsibirische Eisenbahn bei Borsja angebunden, hat aber keine innermongolische Eisenbahnverbindung. Um bedeutende Kohle- und Erzlagerstätten zu erschließen, sind weitere Bahnstrecken geplant, etwa eine Verbindung von Sainschand zur Industriestadt Tschoibalsan und eine Kohlebahn von Uchaa Chudag an die chinesische Grenze; für letztere ist die DB International, eine Tochter der Deutschen Bahn, für die Bauüberwachung und Projektsteuerung verantwortlich. 2016 wurde die Erzbahn Tömörtei–Chandgait in Betrieb genommen.

### Straßennetz

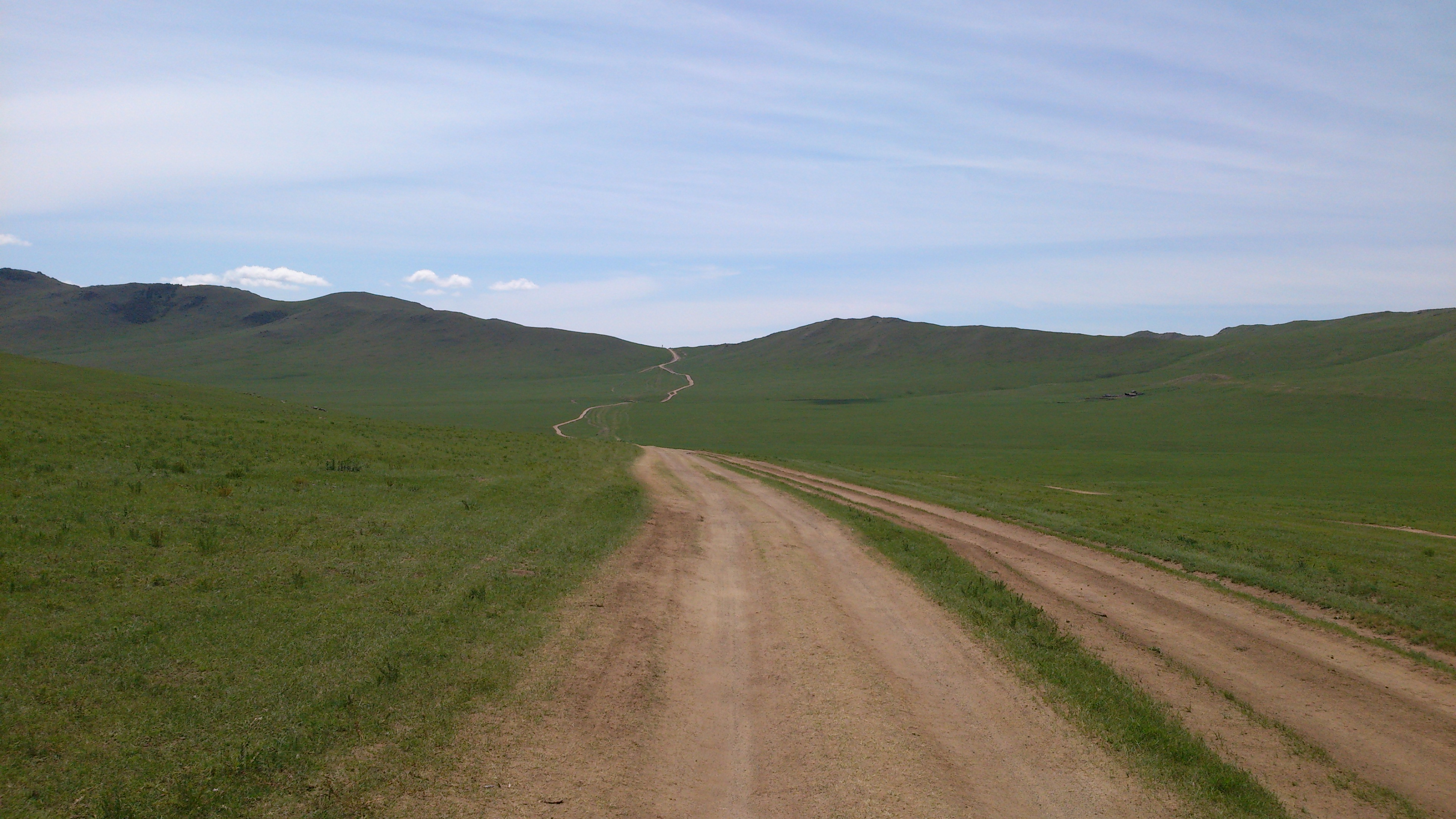
Verbindungsstraße in den Ort Saichan im Bulgan-Aimag: Einen asphaltierten Zugang gibt es nicht

Das Straßennetz bestand 2007 aus 6500 km befestigter Straße, davon waren 2600 km asphaltiert. In das Straßennetz sollen in den kommenden Jahren hohe Investitionen fließen, geplant oder bereits in der Umsetzung sind der Bau von 1000 km Autobahn, einer Millennium Road in der Region um Ulaanbaatar, die Sanierung bzw. der Neubau des Straßennetzes der Hauptstadt selbst und eine befestigte Straße von Bajanchongor nach Tsagaan Tolgoi. Vor allem die Provinzhauptstädte wurden und werden durch asphaltierte Straßen mit der Hauptstadt verbunden. Nach wie vor sind jedoch die meisten kleineren Ortschaften nur über Erdpisten zu erreichen.

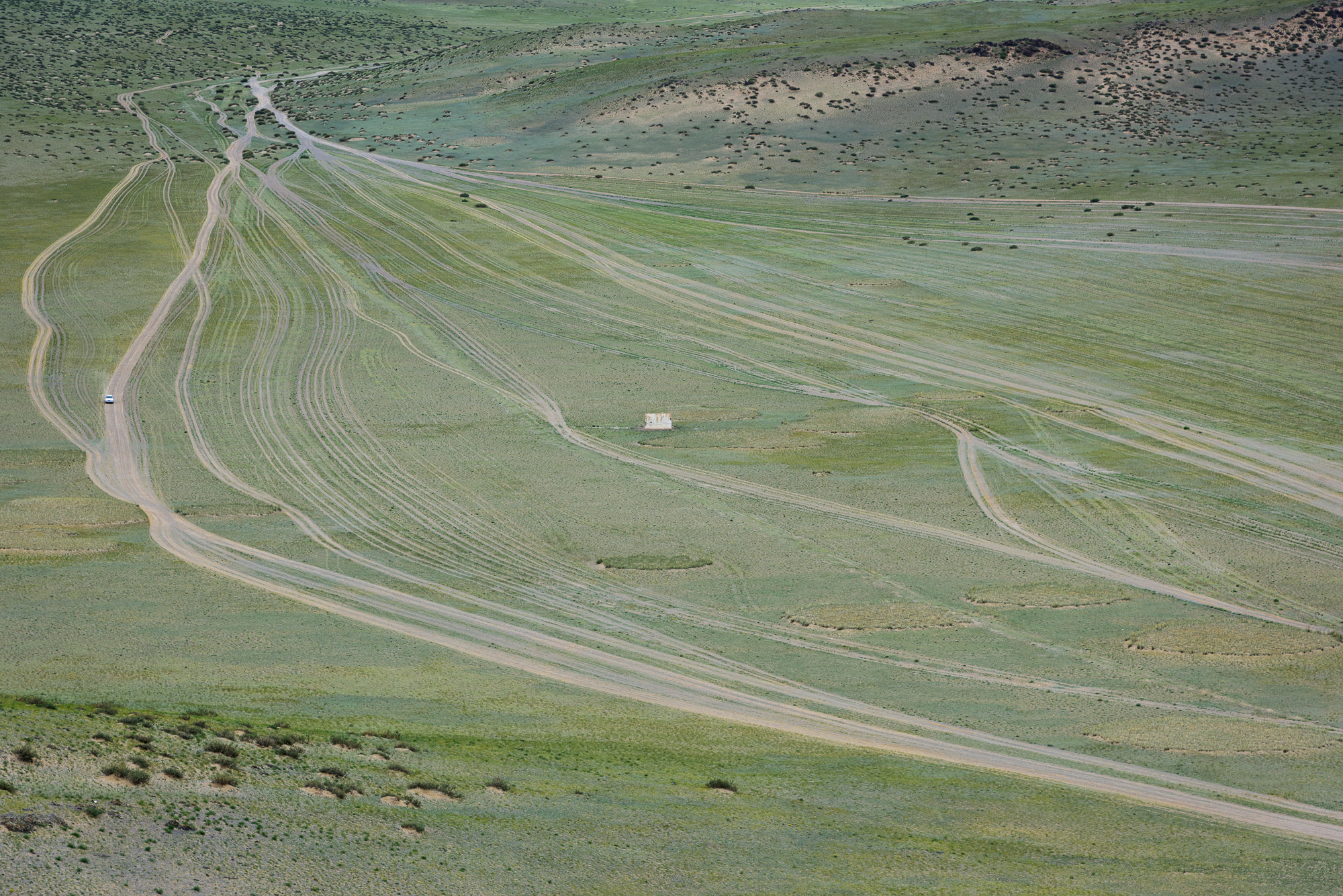
Das Straßennetz der Mongolei besteht nach wie vor hauptsächlich aus unzähligen Schotter- und Erdpisten

Ebenfalls 2007 waren auf den Straßen 110.000 PKW, 33.700 LKW und 13.000 Busse unterwegs. Die Hälfte der Fahrzeuge war mehr als zehn Jahre alt; fast 60 % aller Fahrzeuge waren in Ulaanbaatar registriert. Private Busse und Minibusse stellen die wichtigste Möglichkeit für Reisen im Land dar. Aufgrund des nach wie vor dünnen Straßen- und Eisenbahnnetzes werden etwa 30 % der Lasten von Kamelen transportiert.

### Flugverkehr
In der Mongolei gibt es mit dem Chinggis Khaan International Airport einen internationalen Flughafen, welcher die Mongolei regelmäßig mit Frankfurt am Main, Berlin und Moskau sowie mit Peking, Seoul und weiteren wichtigen Städten verbindet. Weiter existieren Flugplätze und -felder in allen Teilen des Landes, die mehr oder weniger regelmäßig bedient werden. Wichtige mongolische Fluggesellschaften sind Aero Mongolia, Eznis Airways und Hunnu Air sowie die staatliche MIAT Mongolian Airlines.

### Schifffahrt
Fast keine Bedeutung kommt den Wasserwegen zu, da sie monatelang gefroren sind. Die Flagge der Mongolei gilt jedoch nach ITF-Kriterien derzeit (März 2015) als „Billigflagge“ und wird von Schiffseignern zur Ausflaggung von Schiffen verwendet.

### Feuerwehr
In der Feuerwehr in der Mongolei waren im Jahr 2019 landesweit 3.152 Berufsfeuerwehrleute und 74 Teilzeit-Feuerwehrleute organisiert, die in 64 Feuerwachen und Feuerwehrhäusern, in denen 138 Löschfahrzeuge und 6 Drehleitern bzw. Teleskopmasten bereitstehen, tätig sind. Der Frauenanteil beträgt 0,1 Prozent. Die mongolischen Feuerwehren wurden im selben Jahr zu 57.294 Einsätzen alarmiert, dabei waren 4.209 Brände zu löschen. Hierbei wurden 54 Tote von den Feuerwehren bei Bränden geborgen und 68 Verletzte gerettet. Die nationale Feuerwehrorganisation Онцгой байдлын ерөнхий газар repräsentiert die mongolischen Feuerwehren.

### Literatur

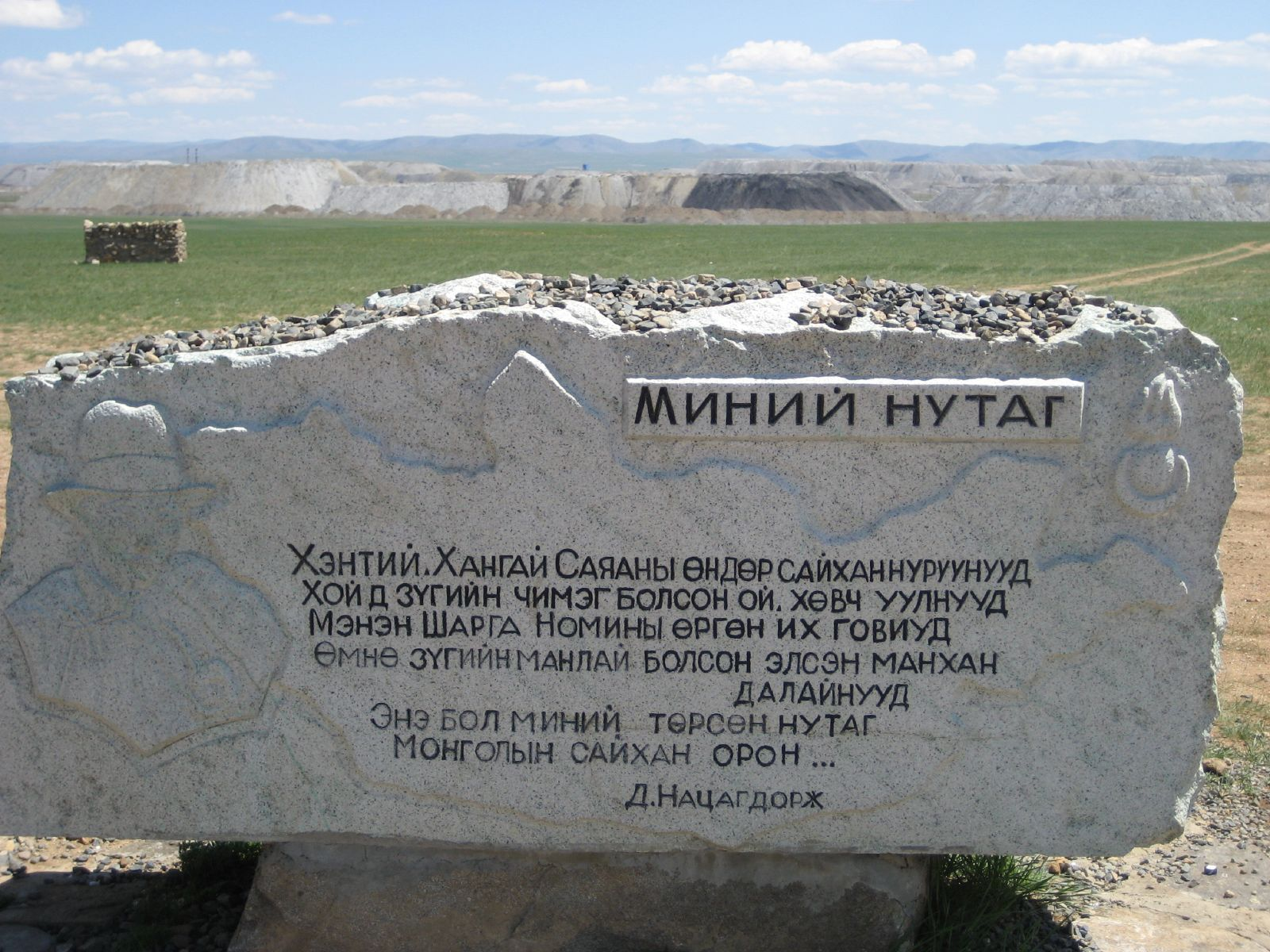
In Stein gemeißelt: das Gedicht Mein Vaterland

## Kultur

### Kunst

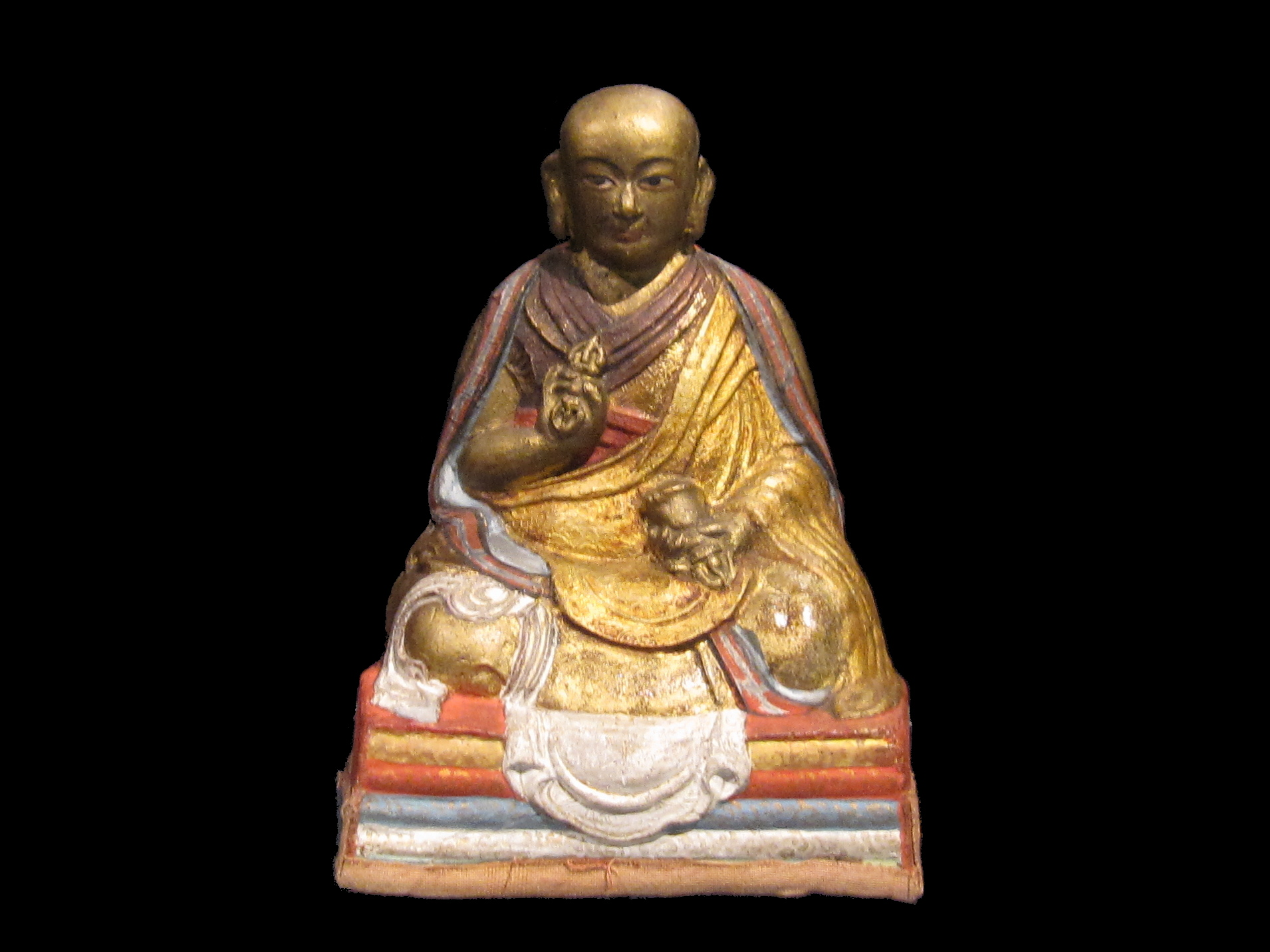
Statue von Öndör Gegeen Dsanabadsar

Die Mongolei war zwischen 1600 und 1920 ein Zentrum der buddhistischen Kunst. Malerei und Bildhauerei dienten vor allem dazu, Darstellungen als Meditationsobjekt für Geistliche oder als Betobjekt für Laien zu schaffen. Verbreitet war die Kunst des Mandala, wo als kontemplative Übung Darstellungen des Samsara als Sandbild geschaffen wurden. Diese wurden in der Regel nach ihrer Fertigstellung zerstört. Eine mongolische Besonderheit sind die Thangka, Bildrollen, die der Dekoration von Klöstern dienen. Sie folgen weitgehend dem tibetischen Stil, binden aber die Darstellung von Tieren ein. Die Kunst der Thangka wurde nach Gründung der Volksrepublik nicht verboten, sondern mit sozialistischen Darstellungen weitergeführt.
Der bedeutendste Bildhauer und Maler des Landes war Dsanabadsar (1635–1723), der auch der erste Jebtsundamba Khutukhtu war. Er gilt als der bedeutendste buddhistische Künstler seiner Zeit und als solcher hat er die mongolische Kunst späterer Zeiten geprägt. Seine Arbeiten zeichnen sich durch starke Anlehnung an die indisch-tibetischen Traditionen und durch außergewöhnliche lebensähnliche Schönheit aus; einige der Skulpturen sind erhalten und befinden sich im Gandan-Kloster von Ulaanbaatar. Es ist bekannt, dass Dsanabadsar auch ein bedeutender Maler war, es gibt jedoch kein Bild, das ihm zweifelsfrei zugeordnet werden könnte. Mardsan Scharaw (1869–1939) war ein Künstler, der die Thangka-Kunst weiterentwickelte. Beeinflusst von der sowjetischen Kunst schuf er neben mongolischen Dsurag-Malereien auch Buchillustrationen, Banknoten und Porträts von Politikern. Zahlreiche seiner Werke sind jedoch verlorengegangen. Dem sozialistischen Realismus zuzurechnen sind Künstler wie Dolgoryn Manibadar oder Monkor Erdenbajar. Ein zeitgenössischer Künstler ist Otgonbayar Ershuu (* 1981). Er lebt und arbeitet zwischen Deutschland und der Mongolei. Otgonbayar Ershuu ist auf dem Weg, einer der wichtigsten mongolischen Maler zu werden. Purewbat Gankhuu ist ein bedeutender Maler der heutigen Zeit, der den Traditionen der buddhistischen Kunst folgt, er wurde im Film Buddhas Maler porträtiert.

### Musik und Tanz

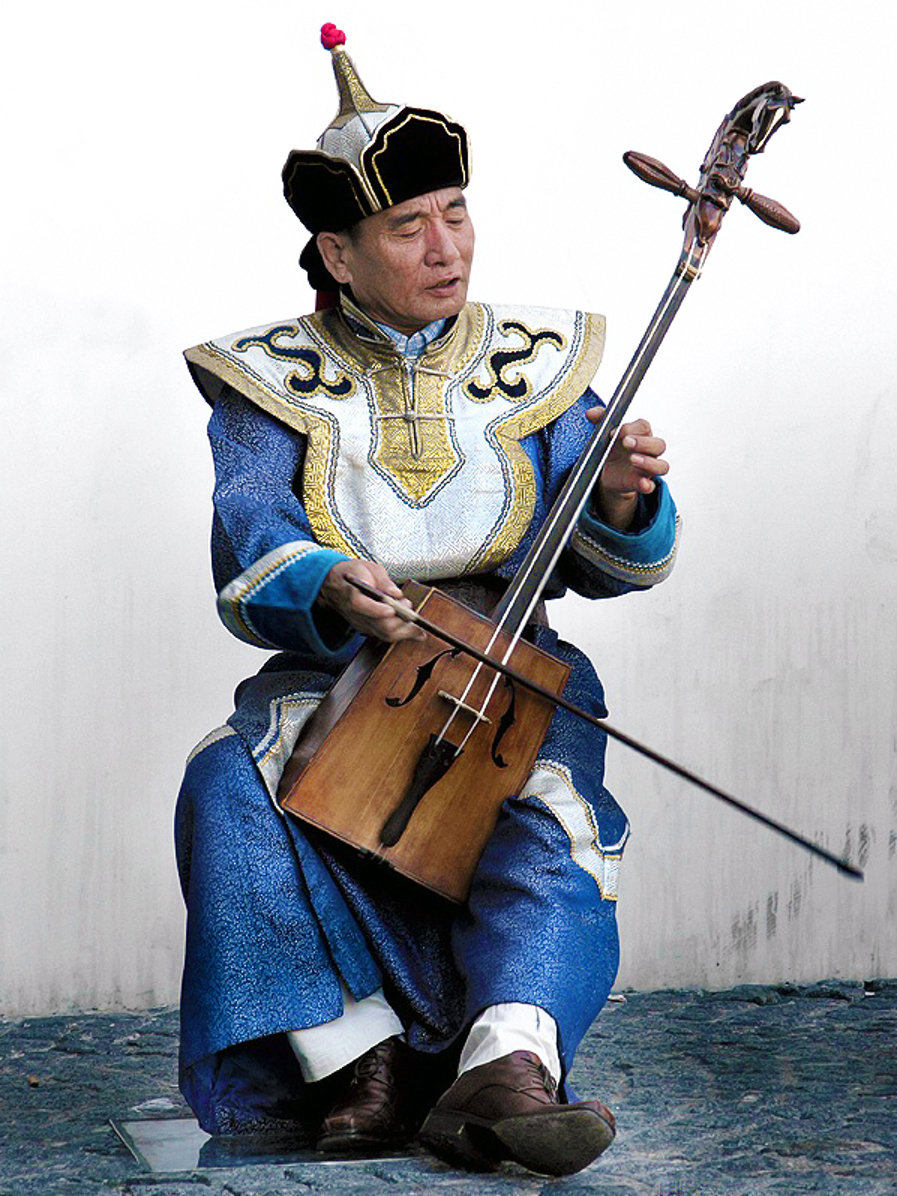
Mongolischer Musiker mit einer Pferdekopfgeige

Die traditionelle mongolische Musik wird bis heute gepflegt und Konzerte können große Scharen an Zuhörern anziehen. Das wichtigste und identitätsstiftende Instrument ist die mongolische Pferdekopfgeige morin chuur, daneben gibt es an Blasinstrumenten die Querflöte limbe, die Längsflöte tsuur und die Kegeloboe bischgüür, an Saiteninstrumenten die zweisaitige Stachelgeige ikil und die zweisaitige gezupfte Langhalslaute topschuur, beide in der westlichen Mongolei, sowie vereinzelt Schlaginstrumente. Mongolische Lieder handeln häufig von Helden früherer Zeiten, oder es werden einfache Lieder von Nomaden aufgeführt. Der mongolische Gesang hat zwei Besonderheiten zu bieten: erstens den Obertongesang, der durch eine spezielle Atemtechnik den Eindruck vermittelt, als hätte der Sänger zwei Stimmen. Beim Vortragen eines langen Liedes (Urtyn duu) werden die einzelnen Silben sehr langgezogen, wodurch der Gesang sehr spirituell und getragen wirkt.
Popmusik war während der sozialistischen Zeit verpönt und Musiker durften nur offiziell freigegebene Texte der mongolischen Autorenvereinigung verarbeiten. Gegen Ende der 1980er Jahre widersetzte sich die Popgruppe Dschingis Khan dem Verbot und führte ihre Lieder bei Protestkundgebungen öffentlich auf. Sie trug damit maßgeblich zum Ende der sozialistischen Herrschaft in der Mongolei bei. Heute machen Mongolen wie die Sängerinnen Ariunaa und Nominjin, die Boygroup Camerton, die Rockbands Soyol Erdene, Altan Urag (2002 gegründet) und The Hu (seit 2016) moderne Musik aller Richtungen.
Die Volkstänze, über die Reisende durch das mongolische Weltreich berichteten, sind während der Ausbreitung des Buddhismus verloren gegangen; traditionelle Tänze haben sich nur in peripheren Gegenden erhalten. Ausnahmen hiervon sind Zeremonielle Tänze wie der Tsam, der von Mönchen zur Besänftigung wilder Gottheiten aufgeführt wurde. Bei dieser Art des Tanzes, dessen Ursprung im Tibet des 13. Jahrhunderts liegt, tragen die Vorführenden bunte und fantasievollen Masken, die die jeweiligen Charaktere darstellen. Nach einem symbolischen Kampf zwischen Göttern und Dämonen werden diese Masken zerstört und ein weißer alter Mann erscheint, der den Erdgott der Fruchtbarkeit verkörpert. Im Westen der Mongolei hat sich ein Tanz namens Bielgee überliefert, der zur Musik von traditionellen Instrumenten wie der Pferdekopfgeige aufgeführt wird. Beim Bielgee bewegt sich fast ausschließlich der Oberkörper, dargestellt werden Szenen aus dem Alltag der Nomaden.
In der Zeit des Sozialismus wurden westliche Tänze in der Mongolei eingeführt. Im Jahre 1931 wurde das Staatliche Zentraltheater eröffnet, im Jahre 1963 das Staatliche Theater für Oper und Ballett. Professionelle Tänzer wurden in der Sowjetunion ausgebildet, wobei der Tänzer Baldschinnjam Dschamjandagwa besonders herausstach und mithin als Vater des mongolischen Ballett gilt. Aufgeführt wurden Klassiker wie Schwanensee oder Der Nussknacker. Seit der Demokratisierung hat die Bedeutung des Balletts nachgelassen, vor allem aufgrund fehlender finanzieller Mittel.
Neben den traditionalen Klassikern wie Urtyn duu sind moderne Musikrichtungen wie Pop, Hip-Hop, Folk-Rock und Volkslieder weit verbreitet.

### Kleidung
Ein seit Jahrhunderten traditionell getragenes Kleidungsstück ist der Deel, ein spezieller Mantel. Der typische mongolische Stiefel ist der Gutul. Symbolkraft hat die Khata, ein traditioneller Begrüßungsschal.

### Kino und Film
Das Kino wurde in der Mongolei durch die Sowjets eingeführt. Bereits nach der Machtübernahme im Jahr 1920 begannen mobile Kinos im Land umherzuziehen, um Propagandafilme zu zeigen und die Bevölkerung zu bilden. Das erste Kino wurde 1934 in Ulaanbaatar gebaut; ein Jahr später entstand mit sowjetischer Hilfe die Produktionsfirma Mongol Kino. Die mongolischen Filmemacher studierten in der Regel in der Sowjetunion und produzierten Streifen, die dem sozialistischen Realismus zuzuordnen sind. Nennenswerte Filme aus der Zeit des Kommunismus sind Erwachen, der die Geschichte eines sowjetischen Arztes in der Mongolei erzählt, Süchbaatar, die Biographie des Revolutionshelden, und Tsogtu Taidschi. Die Demokratisierung in den frühen 1990er Jahren und die Einstellung sowjetischer Hilfe führte fast zur Auslöschung des mongolischen Kinos aufgrund fehlender finanzieller Mittel. In Zusammenarbeit mit neuen ausländischen Partnern entstanden seitdem Filme wie Dschingis Khan sowie Die Geschichte vom weinenden Kamel und Die Höhle des gelben Hundes von Byambasuren Davaa.

#### Neubelebung der Kinolandschaft
Die erste Verleihung der Cinema Awards, die Oscars des mongolischen Kinos, zur Auszeichnung der besten Werke des mongolischen Kinos wurde am Freitag, dem 19. Mai 2017, vom Arts Council of Mongolia und IMAX Cinema verliehen. Inzwischen soll es in der Mongolei schon 200 Kinos geben. Laut dem Bericht der Cinema Management Association aus dem Jahr 2023 verkauften Kinos 2,7 Millionen Tickets, davon 43,2 % für mongolische Filme.

#### Mongolische Film-Industrie
Am 16. September 2022 gab es ein wichtiges Treffen zwischen dem mongolische Premierminister Luwsannamsrain Ojuun-Erdene mit großen Hollywood-Studios und Filmgesellschaften in Ulaanbaatar, um zu besprechen, wie die internationale Entwicklung und Förderung der mongolischen Filmindustrie gemeinsam vorangetrieben werden kann. Eingeladen hatte die mongolischen Kulturministerin Nomin Chinbat hochrangige Vertreter von Home Box Office (HBO), Netflix, Paramount Pictures und Warner Bros. Entertainment.

### Küche

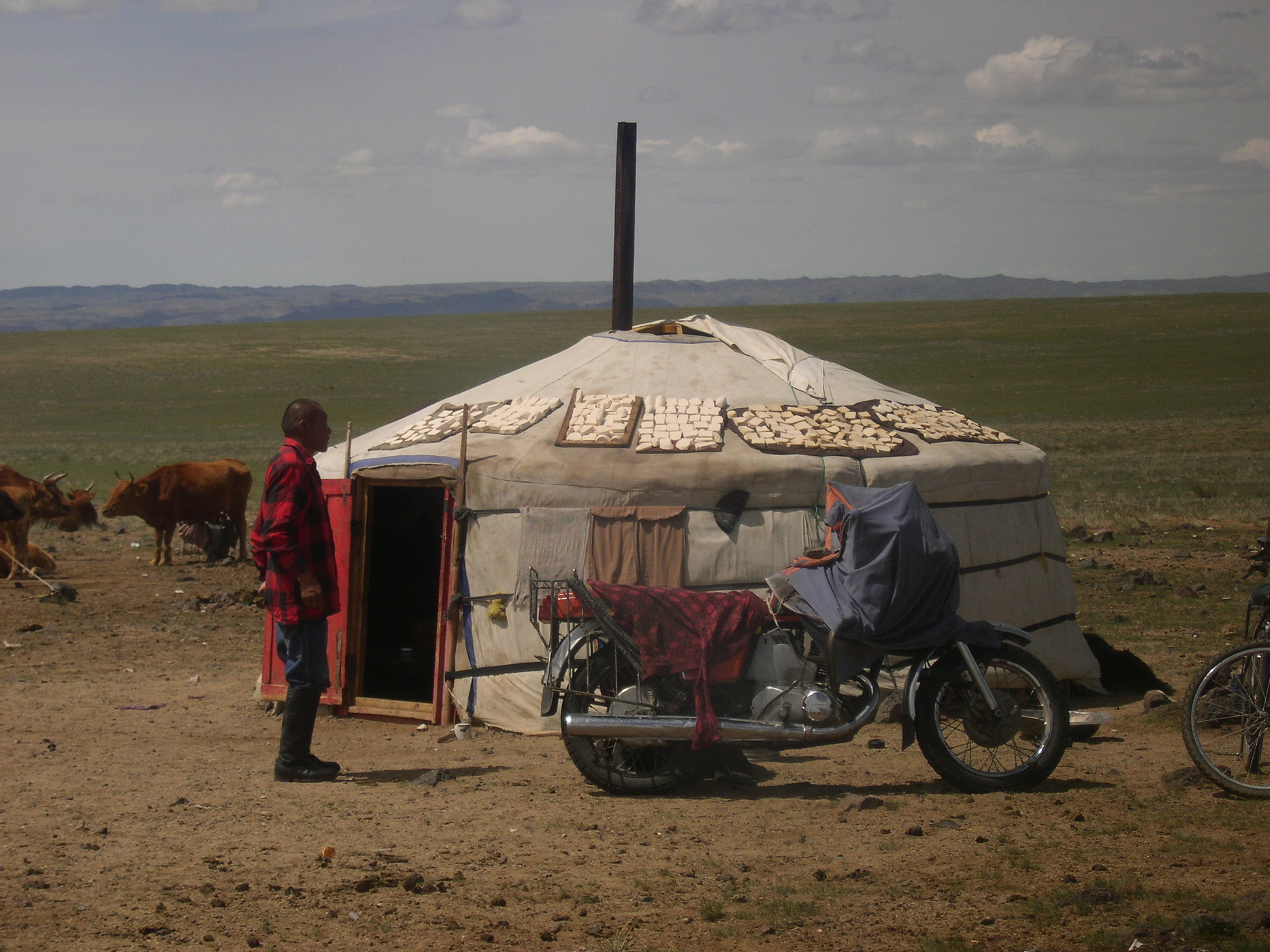
Trocknung von Aruul auf dem Jurtendach

Die traditionelle mongolische Küche besteht in erster Linie aus Milchprodukten und Fleisch. Da in weiten Teilen des Landes kein Ackerbau möglich ist, müssen die Produkte der Weidetiere verwertet werden.
Stutenmilch wird zum Nationalgetränk Airag vergoren. Daneben wird Milch vielfältig verarbeitet, von Rahm, Kefir, Käse, getrocknetem Quark (Aruul) bis zu Milchschnaps. Tee wird mit Milch und Salz zubereitet und je nach Bedarf mit festen Zutaten in eine Suppe verwandelt. Fleisch (in erster Linie Schaffleisch) wird normalerweise gekocht oder mit Nudelteig zu verschiedenen Gerichten wie z. B. Teigtaschen kombiniert. Als Vorrat und Reiseproviant wird Fleisch auch getrocknet und gemahlen (Borts). Dieses „Pulverfleisch“ lässt sich dann mit heißem Wasser aufkochen.

### Sport

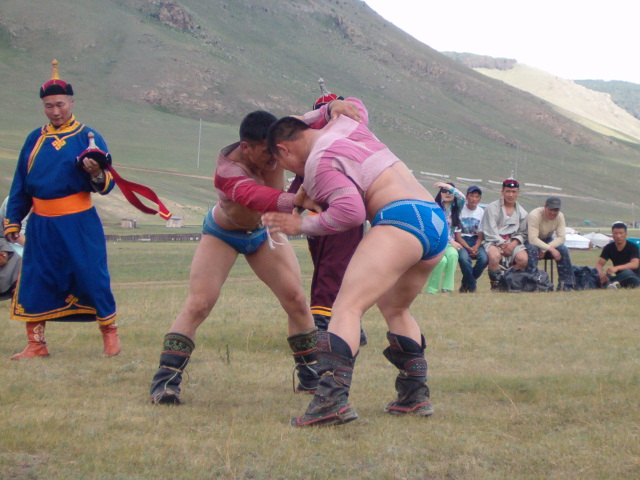
Ein Ringkampf auf dem Lande

Die Mongolen lieben die drei Sportarten Ringen, Bogenschießen und Pferderennen. Diese Sportarten haben ihren Ursprung in den militärischen Anforderungen der mongolischen Geschichte und finden ihren jährlichen Höhepunkt jeweils im Naadam-Fest.
Bei den Pferderennen treten Kinder auf ein- bis fünfjährigen oder ausgewachsenen Pferden gegeneinander an. Je nach Altersklasse werden verschiedene Distanzen geritten, beim großen Rennen am Naadam-Fest in Ulaanbaatar über volle 30 Kilometer.
Beim mongolischen Bogenschießen werden traditionelle Reflexbogen verwendet, um Pfeile mit stumpfer Spitze auf spezielle, aus Leder geflochtene Ziele abzuschießen. Obwohl der Ursprung in den berittenen Bogenschützen des Mittelalters liegt, werden die Wettbewerbe heute überwiegend zu Fuß durchgeführt. Jedoch findet durch Unterstützung von japanischen Bogenschützen das berittene Bogenschießen immer mehr Anhänger.
Mongolische Athleten sind aber auch im modernen Schießsport vertreten. Am bekanntesten ist die deutsch-mongolische Pistolenschützin Dordschsürengiin Mönchbajar, welche eine ganze Reihe von Weltcupsiegen und Weltmeistertiteln errungen hat und an mehreren Olympischen Spielen teilgenommen hat. 1992 gewann sie in Barcelona die Bronzemedaille mit der Sportpistole.
Der Ringkampf ist die einzige der drei Sportarten, die bis heute den Männern vorbehalten ist. Der eher gedrungene und kräftige Körperbau der meisten Mongolen kommt ihnen dabei sehr entgegen. Der Verlierer eines Kampfes bückt sich traditionell unter dem ausgestreckten Arm des Siegers hindurch. Der Sieger darf den Adlertanz ausführen, bei dem er mit ausgestreckten Armen hüpfend das Turnierbanner umkreist. Aber seit 2009 nehmen mongolische Ringerinnen ununterbrochen und mit Erfolg beim Freestyle-Weltcup der Frauen teil.
Seit etwa 1992 haben mehrere mongolische Ringkämpfer zum japanischen Sumōsport gewechselt und dort beachtliche Erfolge errungen. Die Athleten nehmen dafür japanische Namen an. Die bisher größten Erfolge erzielte Asashōryū Akinori (Dolgorsürengiin Dagwadordsch), der 2003 den Titel eines Großmeisters (Yokozuna) errang und 2005 als erster Ringer alle sechs Turniere des Jahres hintereinander gewann. Hakuhō Shō (Mönchbatyn Dawaadschargal) wurde am 30. Mai 2007 zum Yokozuna ernannt und ist mit 45 Turniersiegen der mit Abstand erfolgreichste Athlet. Harumafuji Kōhei am 26. September 2012 und Kakuryū Rikisaburō am 26. März 2014. Terunofuji Haruo wurde im Juli 2021 befördert. Seit 2025 ist der einzige amtierende Yokozuna Hōshōryū Tomokatsu (Sugarragchaagiin Byambasüren), ebenfalls ein Mongole.
Das Nationale Olympische Komitee der Mongolei wurde 1956 gegründet und 1962 vom Internationalen Olympischen Komitee aufgenommen. Seither haben mongolische Athleten insgesamt mehr als ein Dutzend Medaillen gewonnen.
Special Olympics Mongolei wurde 2013 gegründet und nahm mehrmals an Special Olympics Weltspielen teil.

#### Internationale Sportarten immer beliebter
Auch in der Mongolei werden weitere internationale Sportarten immer beliebter. So auch Basketball, Boxen, Cricket, Eishockey, Fußball und Judo.

### Medien
Vor 1989 wurden die staatlichen Zeitungen landesweit bis in die kleinste Verwaltungseinheit verteilt. Dieses System brach in den frühen 1990er Jahren zusammen; die staatlichen Zeitungen wurden 1999 privatisiert. Die seit den frühen 1990er Jahren gegründeten unabhängigen Zeitungen leiden unter Finanz- und Arbeitsmittelknappheit, ihre Verbreitung reicht kaum über die großen Städte hinaus. Die Leserschaft ist aufgrund des in Relation zum Einkommen hohen Preises der Printmedien ebenfalls gering. Zeitschriften kommt nur eine geringe Bedeutung zu. Die größte Zeitung ist Udriin Sonin, die im Jahr 2000 eine tägliche Verbreitung von 17.700 Exemplaren hatte.
Die erste mongolische Radiostation wurde 1934 gegründet. Seit den 1960er Jahren deckte diese Station das gesamte Staatsgebiet ab und erst 1994 entstand eine zweite Radiostation für Ulaanbaatar. Seitdem sind in den Städten mehrere private Sender entstanden, während die lokalen Stationen, die vor 1989 Sendezeiten in der landesweiten Station zugeteilt bekommen hatten, verschwunden sind. Mehrere Aimags verfügen deshalb nur unregelmäßig über lokalen Rundfunk.
Im Jahre 1990 hatten nur 41 % der Haushalte einen Fernseher. Seit 1990 sind in Ulaanbaatar mehrere kommerzielle und christliche Stationen entstanden. In den Kabelfernsehnetzen der größeren Städte sind zahlreiche ausländische Sender zu empfangen. Satellitenfernsehen auf dem Land war 2010 noch nicht verbreitet.
Im Jahr 2022 nutzten 83,9 Prozent der Einwohner der Mongolei das Internet.

### Nationalfeiertage

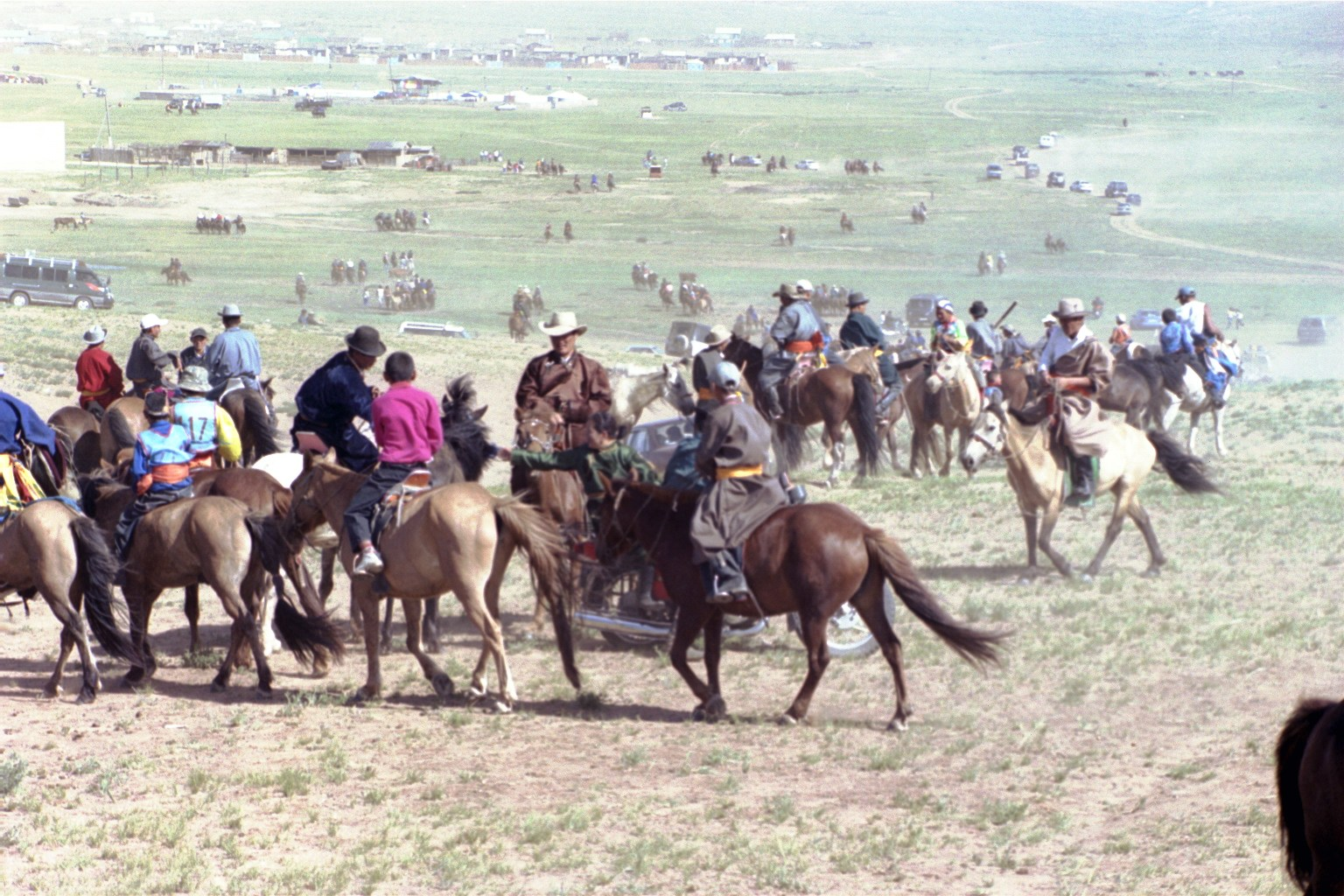
Anreisende Besucher zum Naadam-Fest

Das mongolische Nationalfest dauert vom 11. bis zum 13. Juli und heißt Naadam (Наадам, vollständig Eriin Gurwan Naadam = „die drei männlichen Spiele“). Das Fest ist religiösen Ursprungs und dürfte mehrere Jahrhunderte alt sein. Es wird auch in der Inneren Mongolei in China gefeiert. In der Mongolei gilt der 11. Juli heute als Revolutionstag, zu Ehren der Ereignisse von 1921. Den wichtigsten Teil des Festes nehmen die drei namensgebenden Spiele ein (siehe auch unter Sport), mongolische Ringkämpfe, Wettbewerbe im Bogenschießen und Pferderennen auf ein- bis fünfjährigen und ausgewachsenen Pferden. Wettbewerbe werden fast überall in der Mongolei durchgeführt, mit der größten Teilnehmerzahl in der Hauptstadt Ulaanbaatar.
Der zweite große Feiertag ist das buddhistische Neujahr, welches in der Mongolei Tsagaan Sar heißt (Цагаан Сар = Weißer Mond). Der Termin ist normalerweise Anfang Februar, kann aber um einige Wochen zwischen Ende Januar und Anfang März schwanken und fällt meist nicht mit dem chinesischen Neujahrsfest zusammen. An diesem Tag besuchen die Mongolen ihre Freunde und Verwandten und überbringen Geschenke. Auf der Festtafel finden sich Spezialitäten wie geschmorter Schafsrücken und ein Turm aus „Sohlenkuchen“ und anderen Süßigkeiten.
Öffentliche Feiertage sind weiterhin:
- Neujahrstag am 1. Januar
- Internationaler Frauentag am 8. März
- Internationaler Kindertag am 1. Juni
- Unabhängigkeitstag am 29. Dezember[169]

### Auszeichnungen

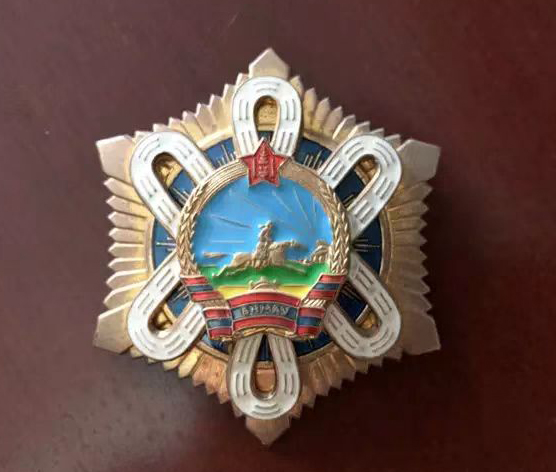
Orden „Polarstern“

- Polarstern – Höchster Staatsorden der Mongolei als Auszeichnung für inländische oder ausländische Staatsbürger.[170][171]